# Список птахів Ботсвани
Це перелік видів птахів, зафіксованих на території Ботсвани. Авіфауна Ботсвани налічує загалом 595 видів. 3 види були інтродуковані людьми. 97 видів є випадковими або бродячими, а 112 видів є рідкісними.

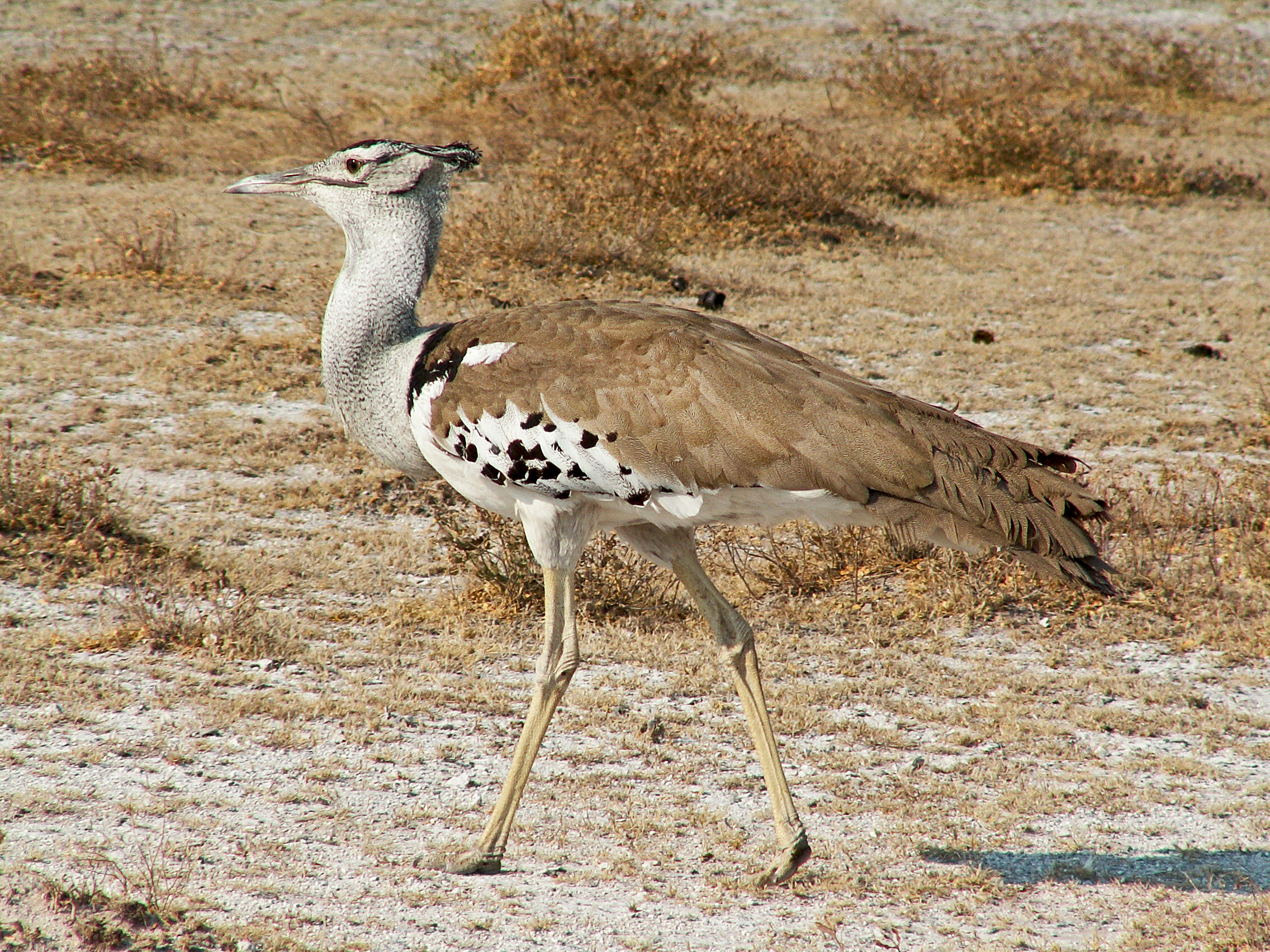
Дрохва африканська є національним птахом Ботсвани

## Позначки
Наступні теги використані для виділення деяких категорій птахів.
- (А) Випадковий — вид, який рідко або випадково трапляється в Ботсвані
- (B) Рідкісний — вид, який спостерігався більше 10 разів, однак BirdLife Botswana потребує більше інформації для того, щоб визначити статус виду
- (I) Інтродукований — вид, завезений до Ботсвани як наслідок, прямих чи непрямих дій людських дій

## Страусоподібні(Struthioniformes)
Родина: Страусові (Struthionidae)
- Страус африканський, Struthio camelus

## Гусеподібні(Anseriformes)
Родина: Качкові (Anatidae)

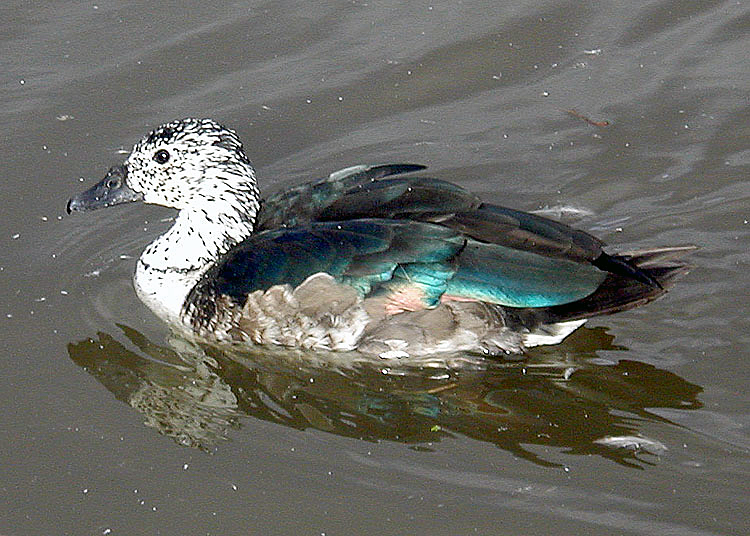
Качка шишкодзьоба

- Свистач білоголовий, Dendrocygna viduata
- Свистач рудий, Dendrocygna bicolor (B)
- Стромярка, Thalassornis leuconotus (B)
- Качка шишкодзьоба, Sarkidiornis melanotos
- Каргарка нільська, Alopochen aegyptiacus
- Галагаз очеретяний, Tadorna cana
- Шпорокрил, Plectropterus gambensis
- Чирянка-крихітка африканська, Nettapus auritus
- Чирянка велика, Spatula querquedula (A)
- Чирянка жовтощока, Spatula hottentota
- Широконіска капська, Spatula smithii
- Качка чорна, Anas sparsa (B)
- Крижень жовтодзьобий, Anas undulata
- Чирянка африканська, Anas capensis
- Шилохвіст червонодзьобий, Anas erythrorhyncha
- Шилохвіст північний, Anas acuta (A)
- Чернь червоноока, Netta erythrophthalma
- Савка африканська, Oxyura maccoa (B)

## Куроподібні(Galliformes)
Родина: Цесаркові (Numididae)
- Цесарка рогата, Numida meleagris

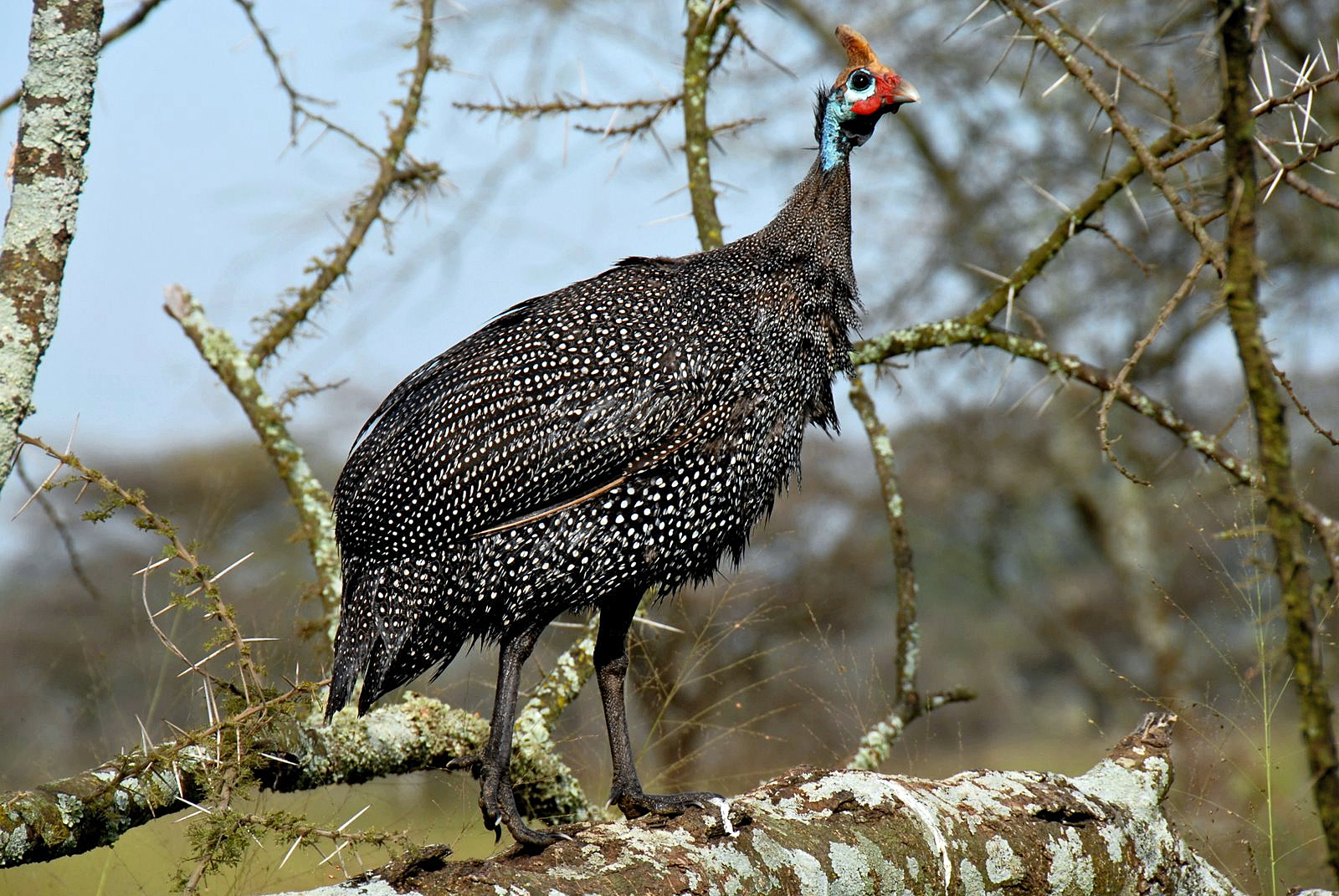
Цесарка рогата

- Цесарка чубата, Guttera pucherani (A)

Родина: Фазанові (Phasianidae)

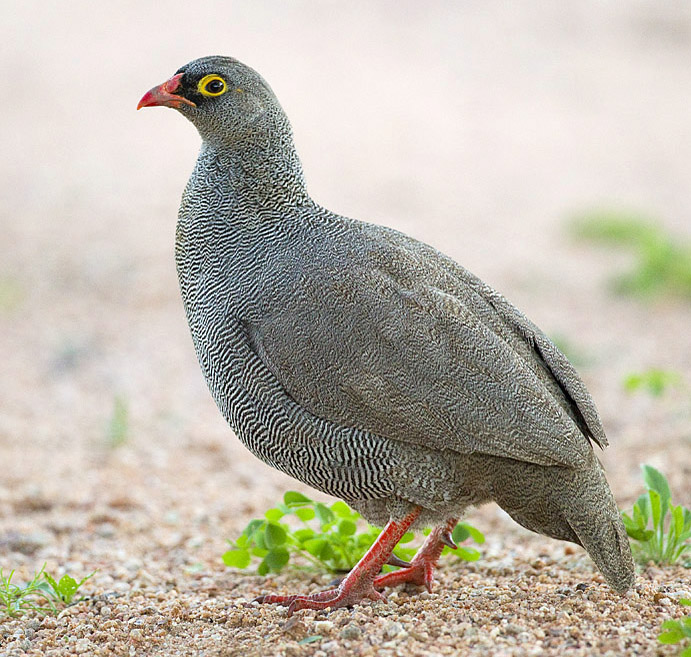
Турач червонодзьобий

- Перепілка звичайна, Coturnix coturnix (B)
- Перепілка-арлекін, Coturnix delegorguei
- Турач червонодзьобий, Pternistis adspersus
- Турач натальський, Pternistis natalensis
- Турач чорноногий, Pternistis swainsonii
- Турач чубатий, Ortygornis sephaena
- Турач вохристоголовий, Campocolinus coqui
- Турач південний, Scleroptila gutturalis

## Фламінгоподібні(Phoenicopteriformes)

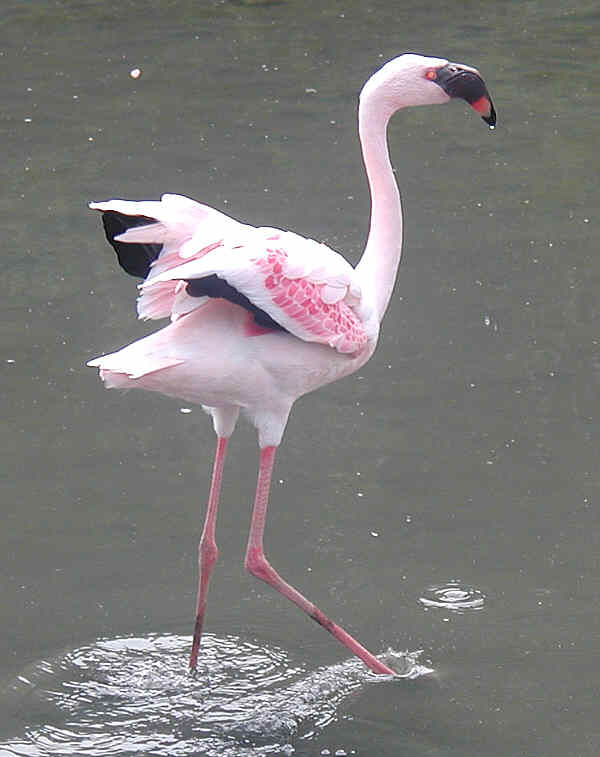
Фламінго малий

Родина: Фламінгові (Phoenicopteridae)
- Фламінго рожевий, Phoenicopterus roseus
- Фламінго малий, Phoeniconaias minor (B)

## Пірникозоподібні(Podicipediformes)
Родина: Пірникозові (Podicipedidae)

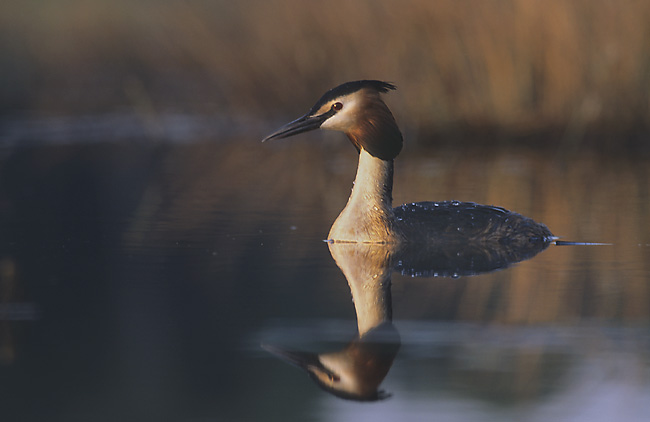
Пірникоза велика

- Пірникоза мала, Tachybaptus ruficollis
- Пірникоза велика, Podiceps cristatus
- Пірникоза чорношия, Podiceps nigricollis (B)

## Голубоподібні(Columbiformes)
Родина: Голубові (Columbidae)
- Голуб сизий, Columba livia (I)
- Голуб цяткований, Columba guinea
- Горлиця звичайна, Streptopelia turtur (A)
- Streptopelia decipiens(інші мови)
- Streptopelia semitorquata(інші мови)
- Streptopelia capicola(інші мови)
- Горлиця мала, Spilopelia senegalensis
- Горлиця сомалійська, Turtur chalcospilos
- Горлиця капська, Oena capensis
- Вінаго африканський, Treron calvus

## Рябкоподібні(Pterocliformes)
Родина: Рябкові (Pteroclidae)
- Рябок намібійський, Pterocles namaqua
- Рябок жовтогорлий, Pterocles gutturalis
- Рябок ботсванський, Pterocles bicinctus
- Рябок калахарський, Pterocles burchelli

## Дрохвоподібні(Otidiformes)
Родина: Дрохвові (Otididae)

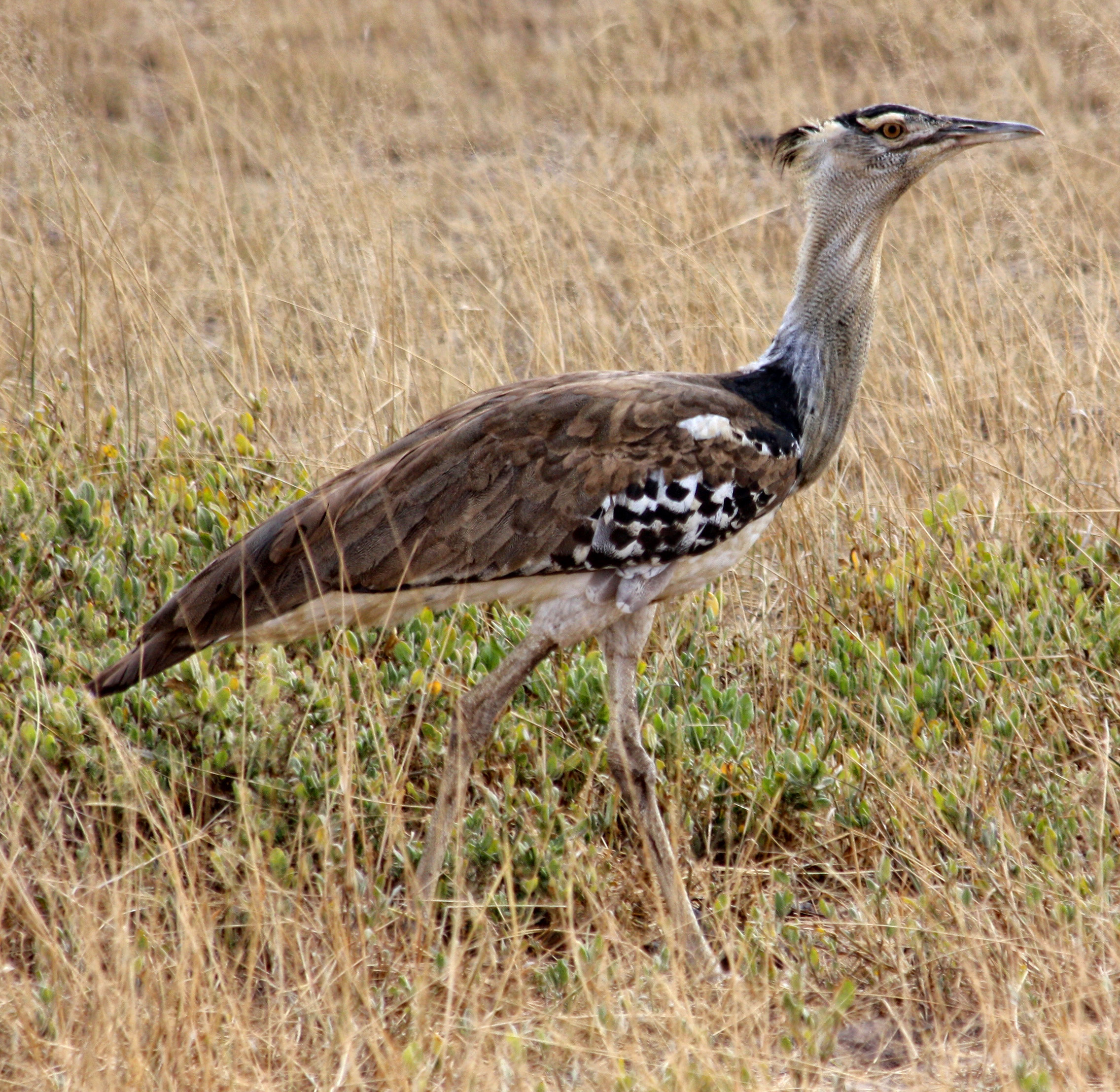
Дрохва африканська

- Дрохва африканська, Ardeotis kori (B)
- Дрохва чорноголова, Neotis ludwigii (A)
- Дрохва кафрська, Neotis denhami (B)
- Корхаан білочеревий, Eupodotis senegalensis (A)
- Дрохва рудочуба, Eupodotis ruficrista
- Дрохва світлокрила, Eupodotis afraoides
- Дрохва чорночерева, Lissotis melanogaster

## Туракоподібні(Musophagiformes)
Родина: Туракові (Musophagidae)
- Турако заїрський, Tauraco schalowi (A)
- Турако фіолетовочубий, Tauraco porphyreolophus (A)
- Турако червоночубий, Musophaga rossae (A)
- Галасник сірий, Corythaixoides concolor

## Зозулеподібні(Cuculiformes)
Родина: Зозулеві (Cuculidae)
- Коукал сенегальський, Centropus senegalensis
- Коукал ангольський, Centropus cupreicaudus
- Коукал білобровий, Centropus superciliosus
- Коукал південно-східний, Centropus burchellii
- Коукал африканський, Centropus grillii (B)
- Зозуля чубата, Clamator glandarius
- Зозуля африканська, Clamator levaillantii
- Зозуля строката, Clamator jacobinus
- Зозуля товстодзьоба, Pachycoccyx audeberti (В)
- Дідрик білощокий, Chrysococcyx caprius
- Дідрик білочеревий, Chrysococcyx klaas
- Дідрик жовтогрудий, Chrysococcyx cupreus (B)
- Зозуля чорна, Cuculus clamosus
- Зозуля саванова, Cuculus gularis
- Зозуля червоновола, Cuculus solitarius
- Зозуля звичайна, Cuculus canorus (B)

## Дрімлюгоподібні(Caprimulgiformes)
Родина: Дрімлюгові (Caprimulgidae)
- Дрімлюга-прапорокрил ангольський, Caprimulgus vexillarius (B)
- Дрімлюга звичайний, Caprimulgus europaeus (A)
- Дрімлюга акацієвий, Caprimulgus rufigena
- Дрімлюга міомбовий, Caprimulgus pectoralis
- Дрімлюга болотяний, Caprimulgus natalensis (B)
- Дрімлюга плямистий, Caprimulgus tristigma
- Дрімлюга габонський, Caprimulgus fossii

## Серпокрильцеподібні(Apodiformes)
Родина: Серпокрильцеві (Apodidae)
- Голкохвіст ангольський, Neafrapus boehmi (A)
- Серпокрилець білочеревий, Apus melba (B)
- Серпокрилець чорний, Apus apus
- Серпокрилець капський, Apus barbatus (B)
- Серпокрилець намібійський, Apus bradfieldi (A)
- Серпокрилець малий, Apus affinis
- Серпокрилець ефіопський, Apus horus (B)
- Серпокрилець білогузий, Apus caffer
- Серпокрилець пальмовий, Cypsiurus parvus

## Журавлеподібні(Gruiformes)
Родина: Sarothruridae
- Погонич жовтоплямистий, Sarothrura elegans (A)
- Погонич рудоволий, Sarothrura rufa (B)

Родина: Пастушкові (Rallidae)

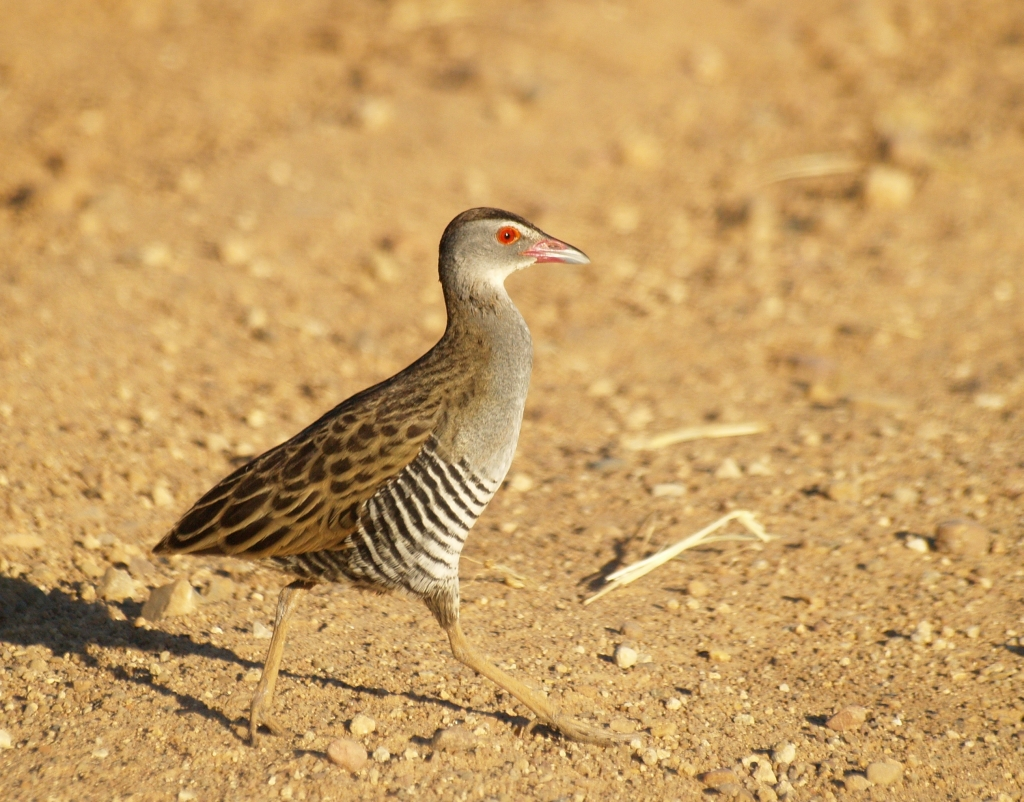
Пастушок африканський

- Пастушок африканський, Rallus caerulescens (B)
- Деркач лучний, Crex crex (A)
- Деркач африканський, Crex egregia (B)
- Погонич звичайний, Porzana porzana (B)
- Курочка мала, Paragallinula angulata
- Курочка водяна, Gallinula chloropus
- Лиска африканська, Fulica cristata
- Султанка африканська, Porphyrio alleni
- Султанка зеленоспинна, Porphyrio madagascariensis
- Погонич буроголовий, Aenigmatolimnas marginalis (B)
- Багновик африканський, Zapornia flavirostra
- Погонич-крихітка, Zapornia pusilla (A)

Родина: Лапчастоногові (Heliornithidae)
- Лапчастоніг африканський, Podica senegalensis (B)

Родина: Журавлеві (Gruidae)

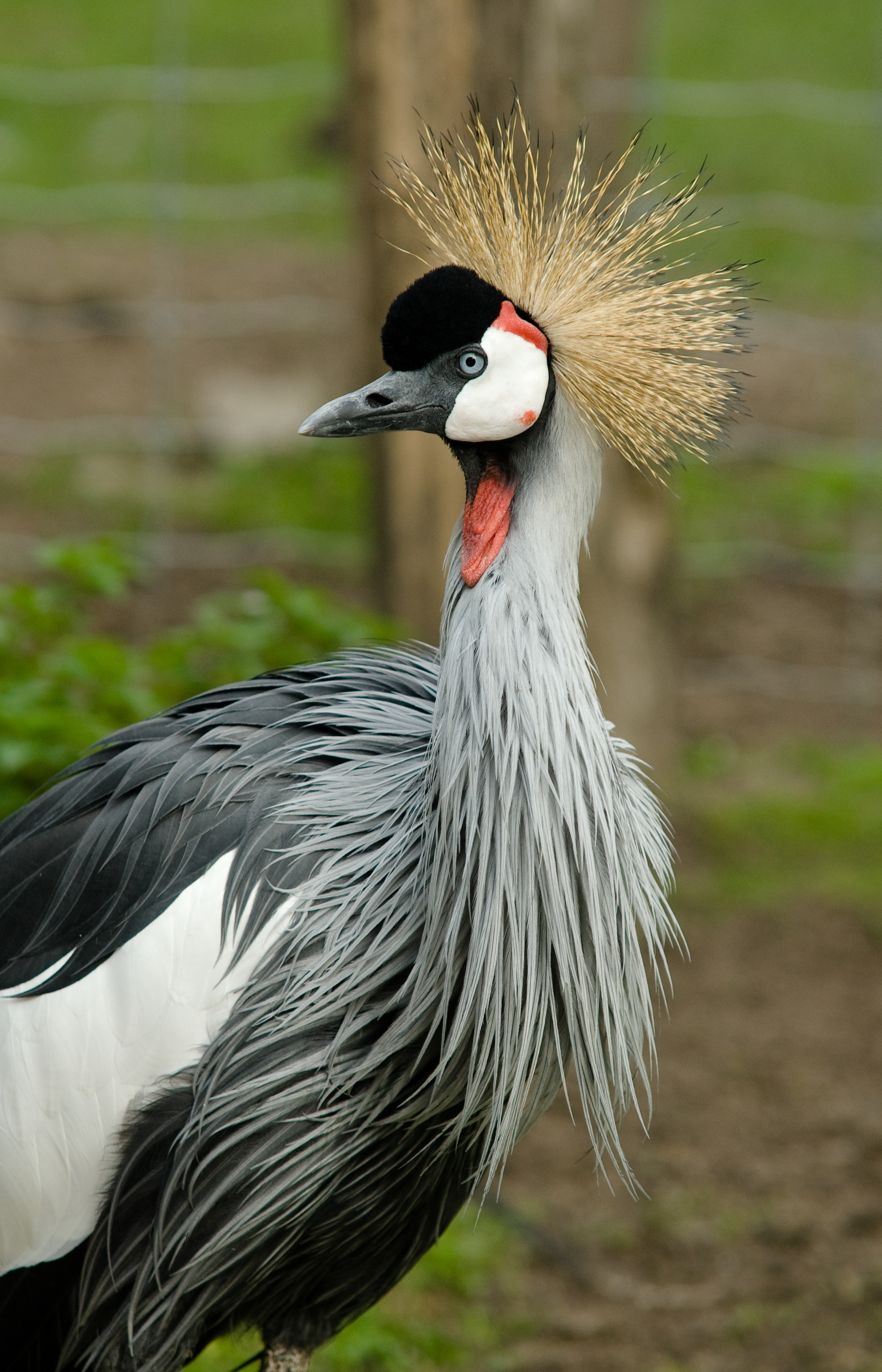
Журавель-вінценос південний

- Журавель-вінценос південний, Balearica regulorum (B)
- Журавель блакитний, Anthropoides paradiseus (A)
- Журавель білошиїй, Bugeranus carunculatus (B)

## Сивкоподібні(Charadriiformes)
Родина: Лежневі (Burhinidae)

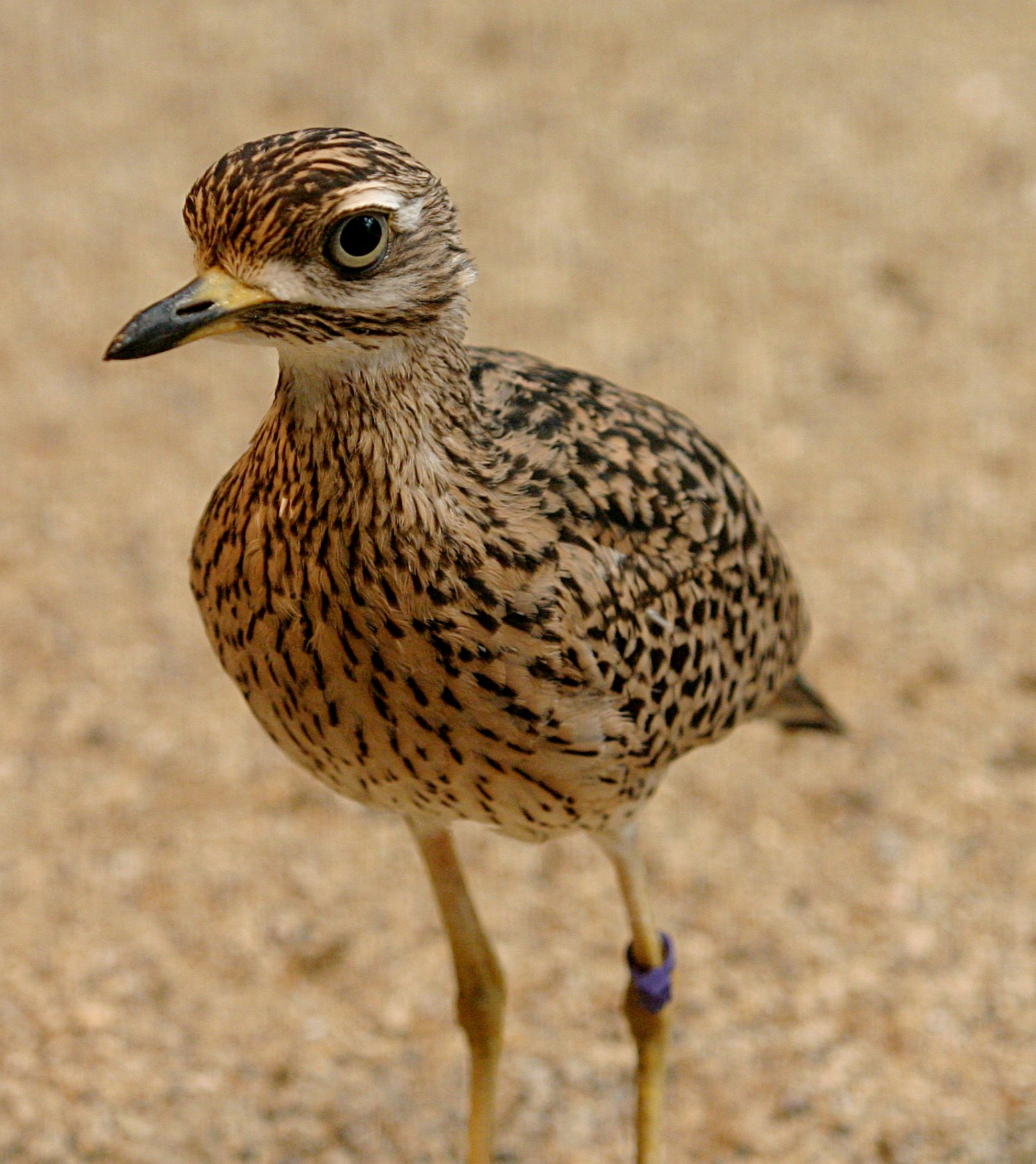
Лежень плямистий

- Лежень заїрський, Burhinus vermiculatus
- Лежень плямистий, Burhinus capensis

Родина: Чоботарові (Recurvirostridae)
- Кулик-довгоніг чорнокрилий, Himantopus himantopus
- Чоботар синьоногий, Recurvirostra avosetta

Родина: Сивкові (Charadriidae)

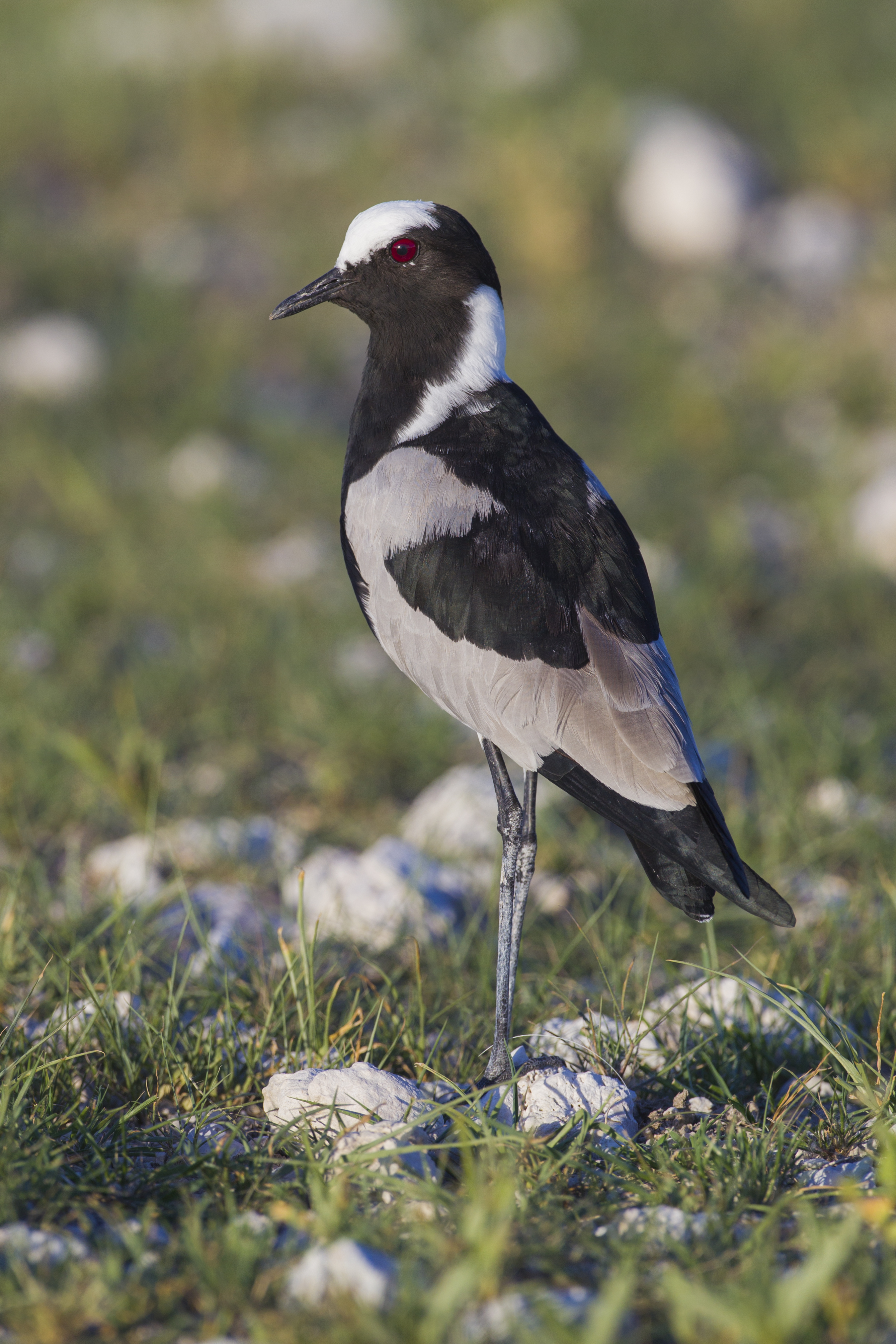
Чайка строката

- Сивка морська, Pluvialis squatarola (B)
- Чайка білоголова, Vanellus crassirostris
- Чайка строката, Vanellus armatus
- Чайка шпорова, Vanellus spinosus (A)
- Чайка вусата, Vanellus albiceps (B)
- Чайка чорнолоба, Vanellus coronatus
- Чайка сенегальська, Vanellus senegallus
- Пісочник товстодзьобий, Charadrius leschenaultii (A)
- Пісочник каспійський, Charadrius asiaticus
- Пісочник-пастух, Charadrius pecuarius
- Пісочник великий, Charadrius hiaticula
- Пісочник білобровий, Charadrius tricollaris
- Пісочник білолобий, Charadrius marginatus (B)
- Пісочник блідий, Charadrius pallidus (B)

Родина: Мальованцеві (Rostratulidae)
- Мальованець афро-азійський, Rostratula benghalensis

Родина: Яканові (Jacanidae)
- Якана мала, Microparra capensis

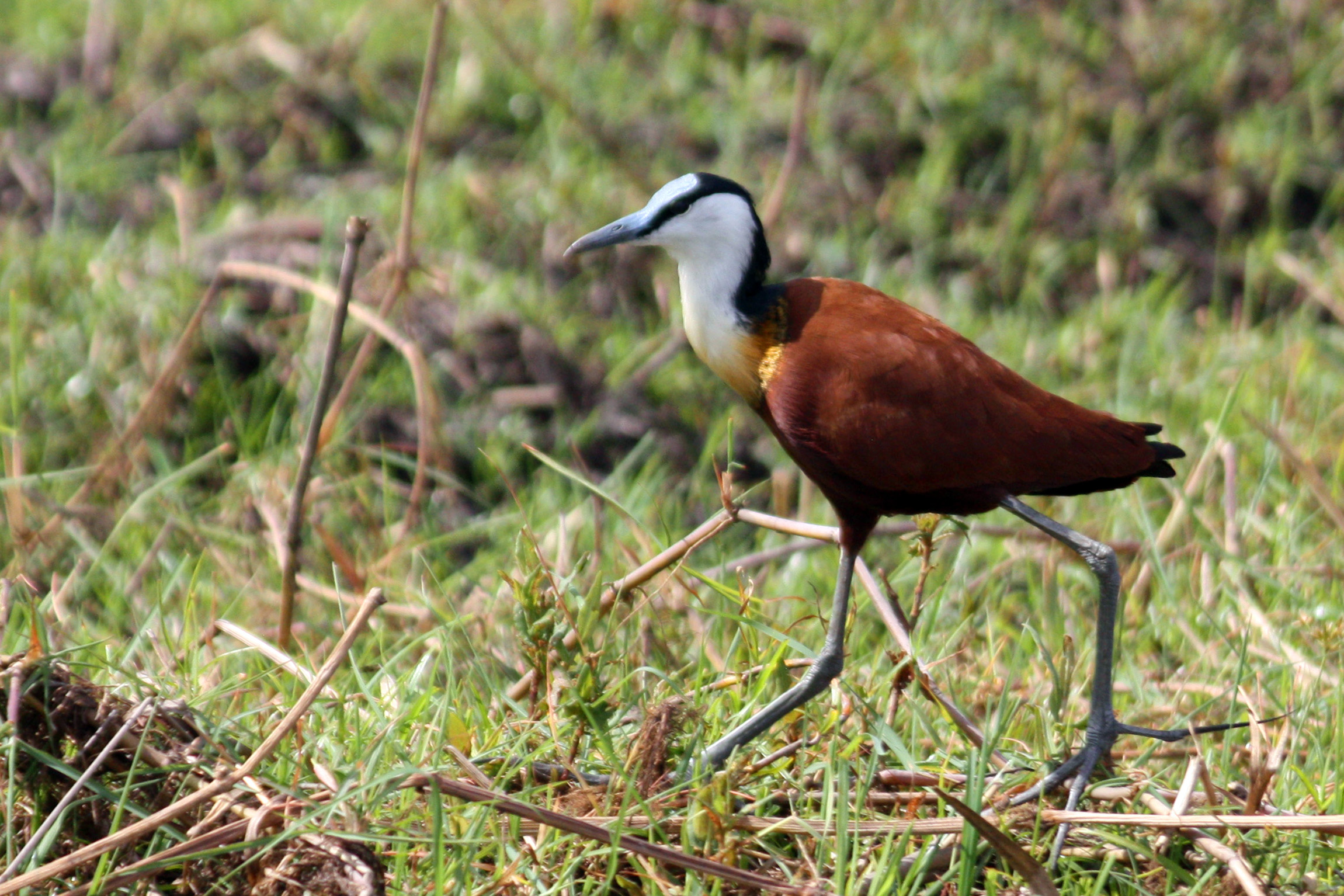
Якана африканська

- Якана африканська, Actophilornis africanus

Родина: Баранцеві (Scolopacidae)

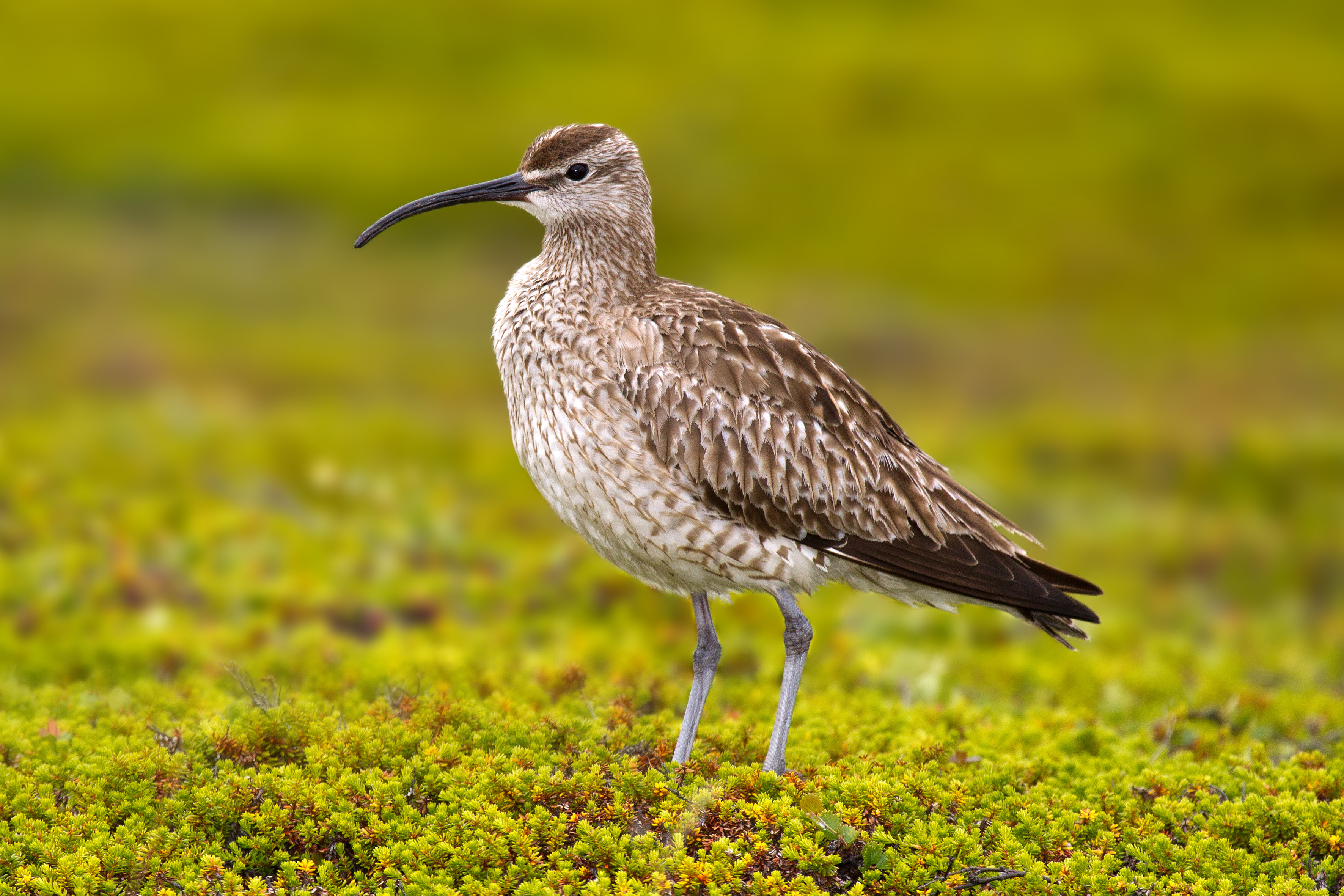
Кульон середній

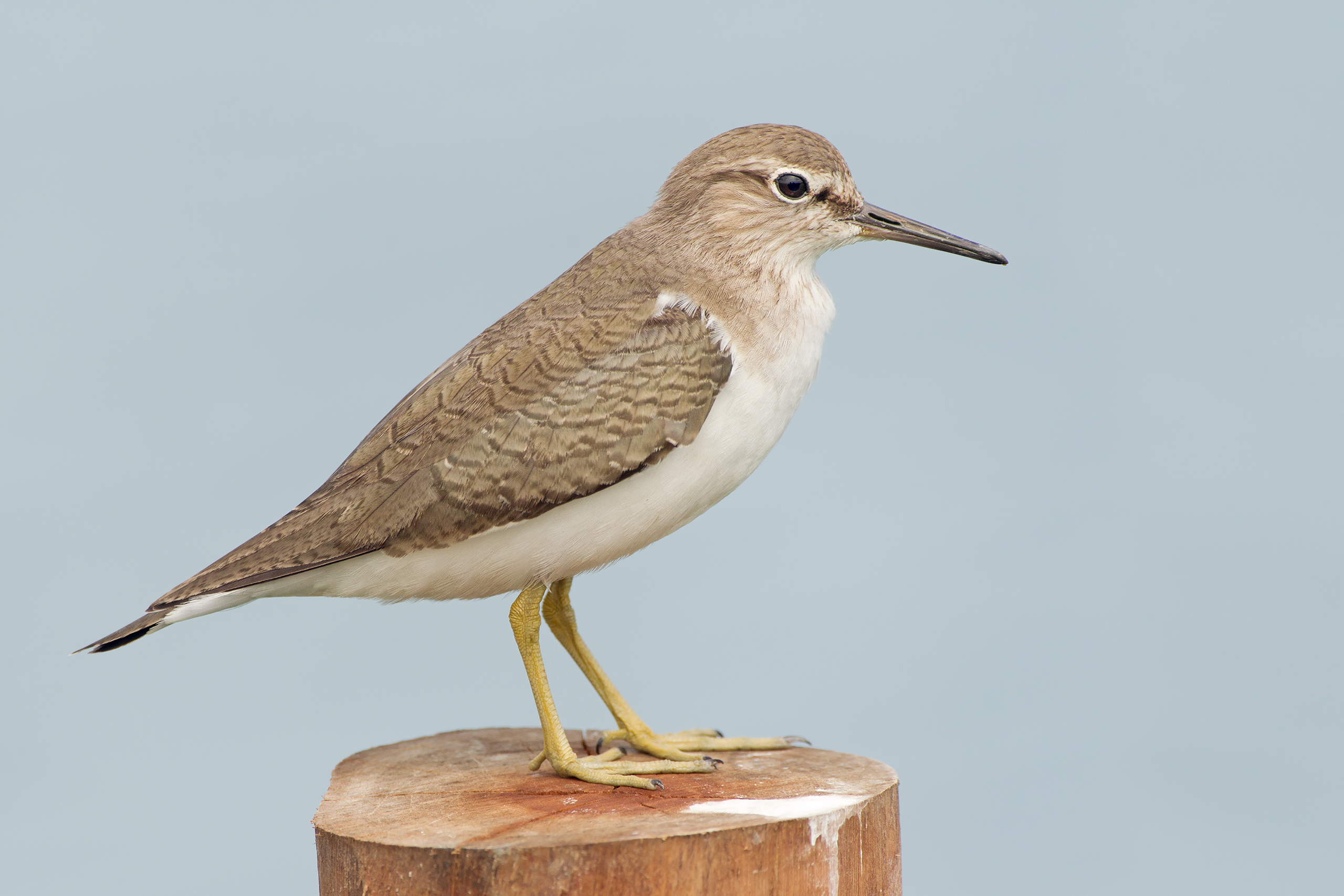
Набережник

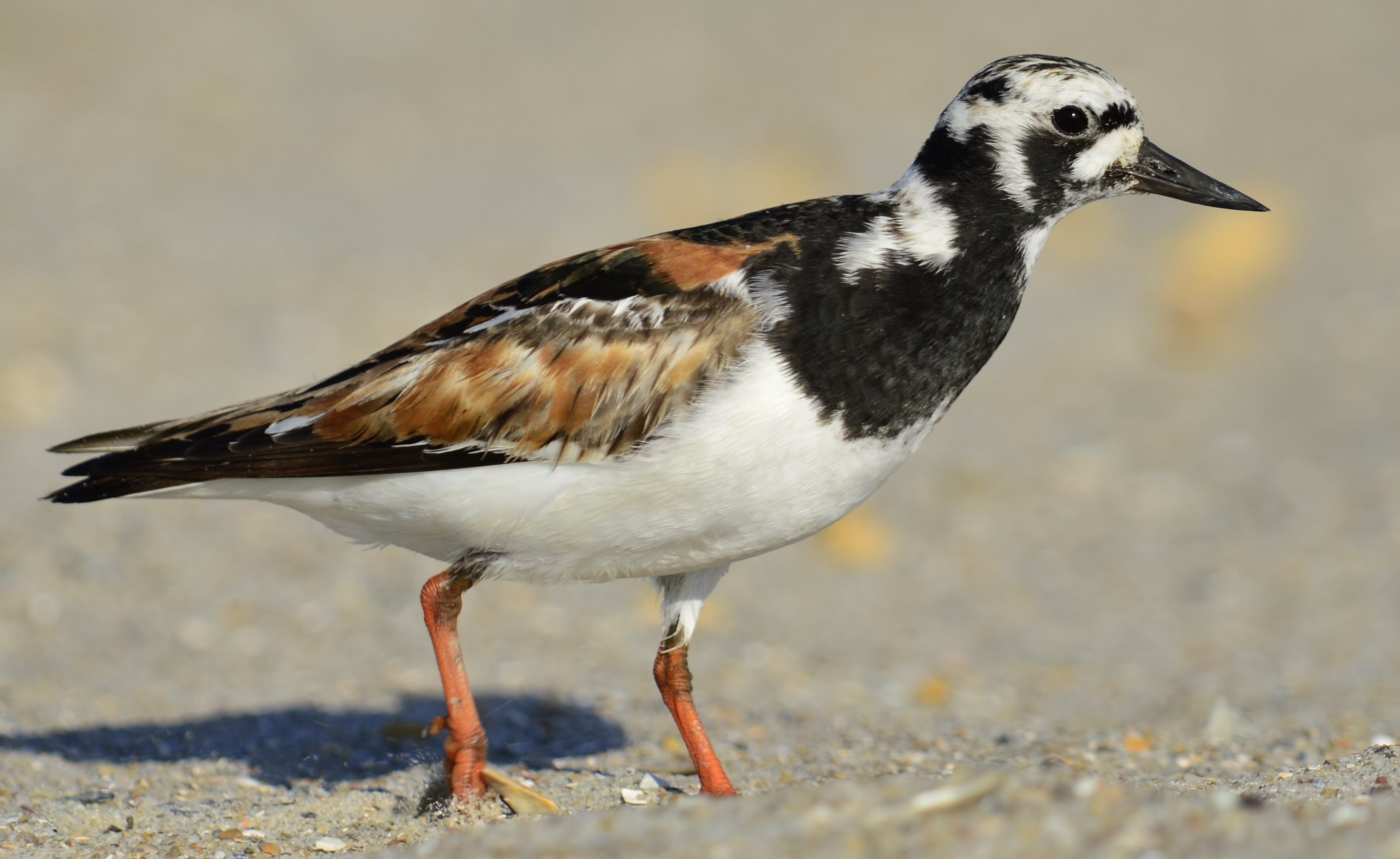
Крем'яшник звичайний

- Кульон середній, Numenius phaeopus (B)
- Кульон великий, Numenius arquata (B)
- Грицик малий, Limosa lapponica (A)
- Грицик великий, Limosa limosa (B)
- Крем'яшник звичайний, Arenaria interpres (B)
- Побережник ісландський, Calidris canutus (A)
- Брижач, Calidris pugnax
- Побережник червоногрудий, Calidris ferruginea (B)
- Побережник білохвостий, Calidris temminckii (A)
- Побережник білий, Calidris alba (B)
- Побережник малий, Calidris minuta
- Побережник арктичний, Calidris melanotos (B)
- Баранець великий, Gallinago media
- Баранець африканський, Gallinago nigripennis
- Мородунка, Xenus cinereus (B)
- Плавунець круглодзьобий, Phalaropus lobatus (A)
- Плавунець плоскодзьобий, Phalaropus fulicarius (A)
- Набережник палеарктичний, Actitis hypoleucos
- Коловодник лісовий, Tringa ochropus (B)
- Коловодник чорний, Tringa erythropus (A)
- Коловодник строкатий, Tringa melanoleuca (A)
- Коловодник великий, Tringa nebularia
- Коловодник жовтоногий, Tringa flavipes (A)
- Коловодник ставковий, Tringa stagnatilis
- Коловодник болотяний, Tringa glareola
- Коловодник звичайний, Tringa totanus (A)

Родина: Триперсткові (Turnicidae)
- Триперстка африканська, Turnix sylvatica

Родина: Дерихвостові (Glareolidae)

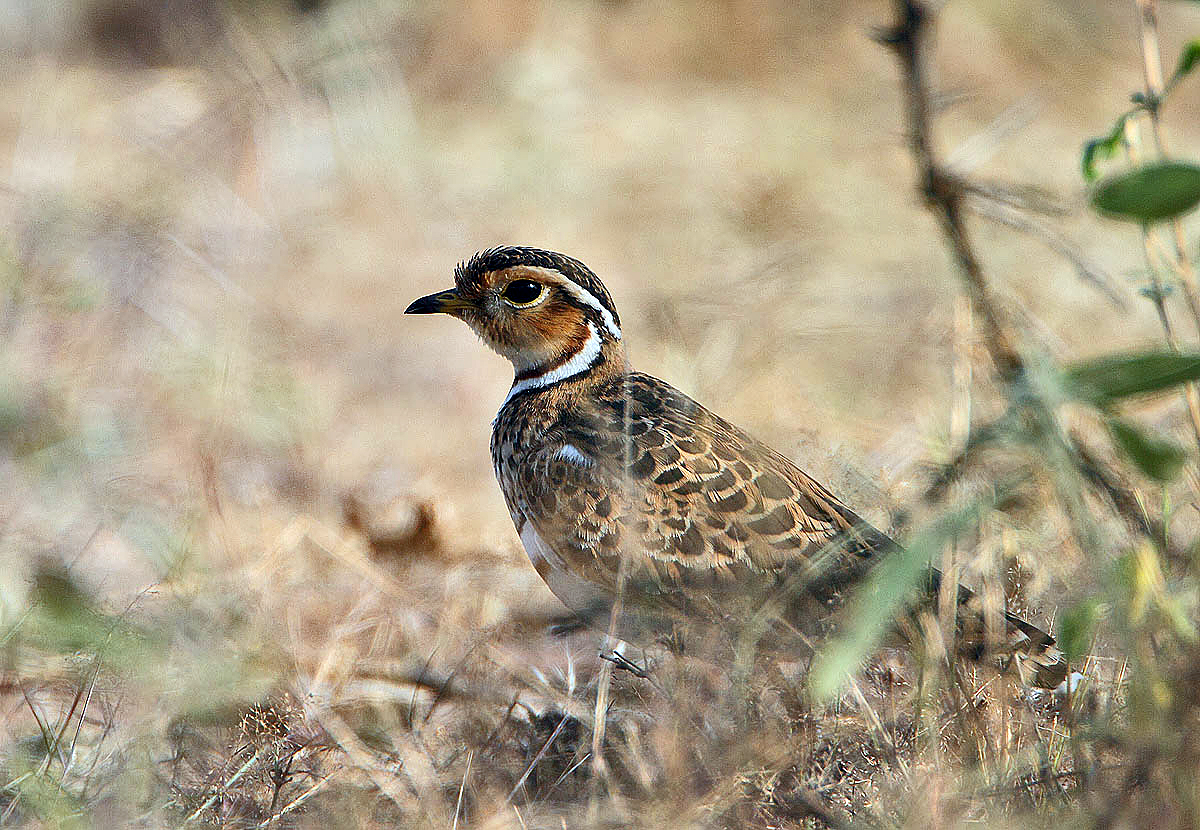
Бігунець плямистоволий

- Бігунець рудий, Cursorius rufus (A)
- Бігунець малий, Cursorius temminckii
- Бігунець смугастоволий, Smutsornis africanus
- Бігунець плямистоволий, Rhinoptilus cinctus (B)
- Бігунець червононогий, Rhinoptilus chalcopterus
- Дерихвіст лучний, Glareola pratincola
- Дерихвіст степовий, Glareola nordmanni (B)
- Дерихвіст скельний, Glareola nuchalis (A)

Родина: Поморникові (Stercorariidae)

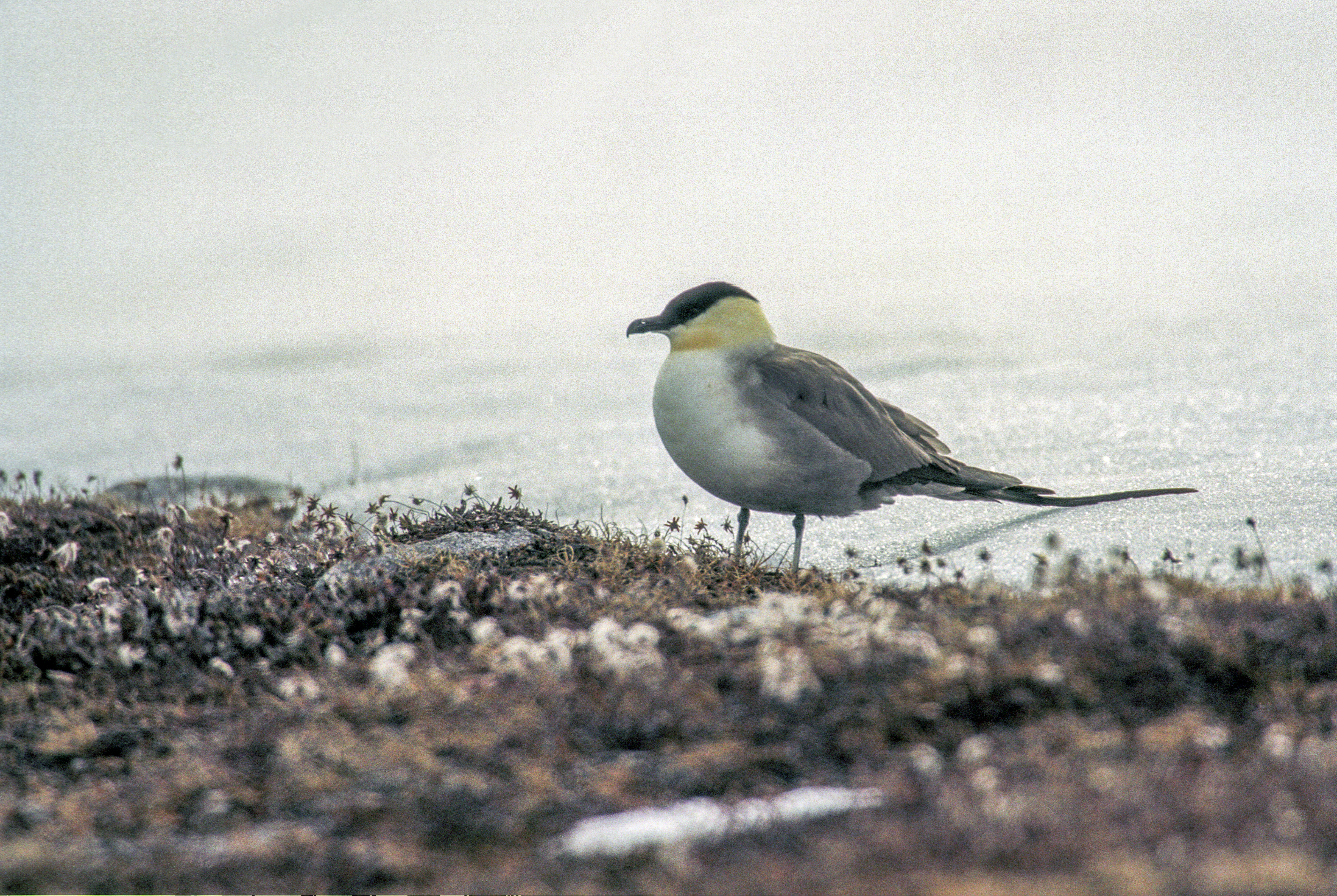
Поморник довгохвостий

- Поморник довгохвостий, Stercorarius longicaudus (A)

Родина: Мартинові (Laridae)

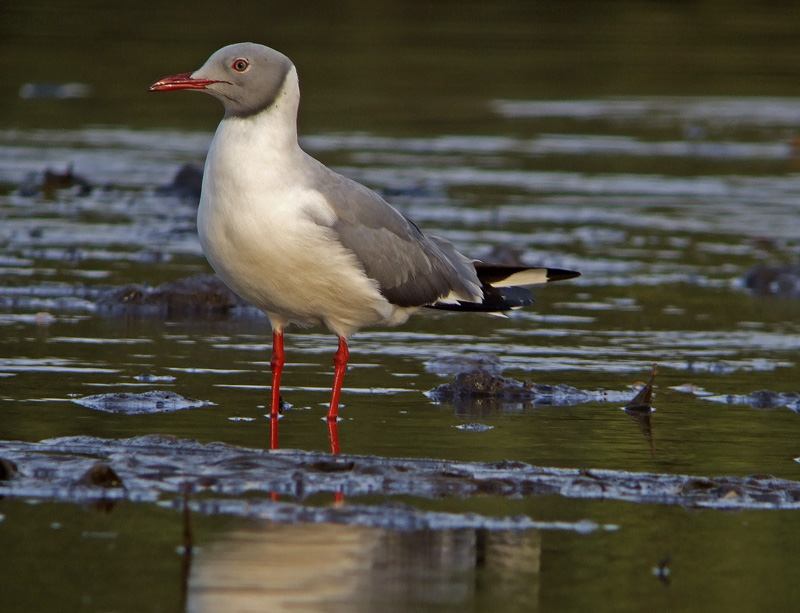
Мартин сіроголовий

- Мартин сіроголовий, Chroicocephalus cirrocephalus
- Мартин звичайний, Chroicocephalus ridibundus (A)
- Мартин чорнокрилий, Larus fuscus (B)
- Крячок чорнодзьобий, Gelochelidon nilotica (A)
- Крячок каспійський, Hydroprogne caspia (B)
- Крячок білокрилий, Chlidonias leucopterus
- Крячок білощокий, Chlidonias hybrida
- Водоріз африканський, Rynchops flavirostris (B)

## Лелекоподібні(Ciconiiformes)
Родина: Лелекові (Ciconiidae)

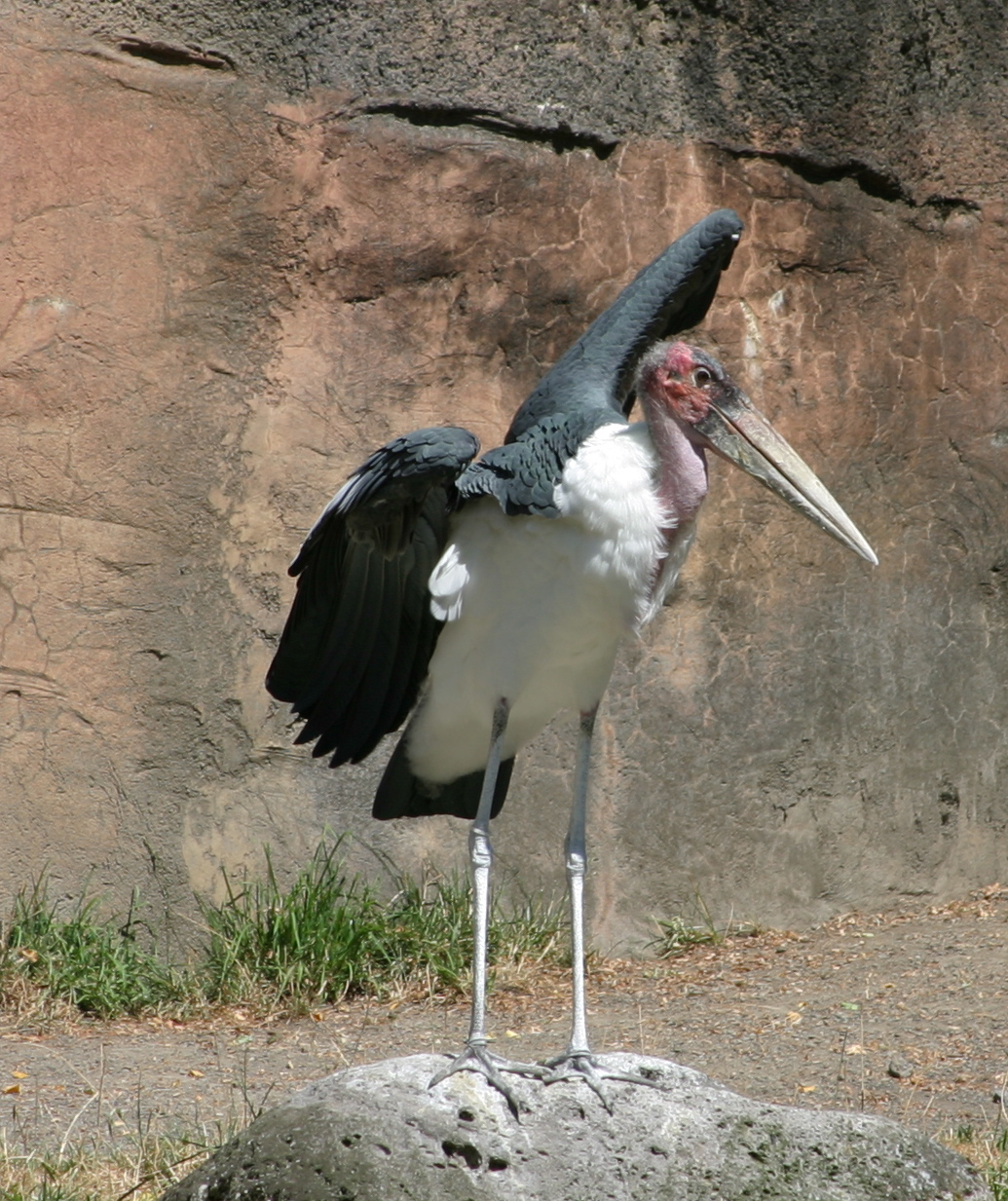
Марабу африканський

- Лелека-молюскоїд африканський, Anastomus lamelligerus
- Лелека чорний, Ciconia nigra (B)
- Лелека африканський, Ciconia abdimii
- Лелека тропічний, Ciconia microscelis (B)
- Лелека білий, Ciconia ciconia
- Ябіру сенегальський, Ephippiorhynchus senegalensis (B)
- Марабу африканський, Leptoptilos crumenifer
- Лелека-тантал африканський, Mycteria ibis

## Сулоподібні(Suliformes)
Родина: Фрегатові (Fregatidae)
- Фрегат тихоокеанський, Fregata minor (A)

Родина: Змієшийкові (Anhingidae)
- Змієшийка африканська, Anhinga rufa

Родина: Бакланові (Phalacrocoracidae)

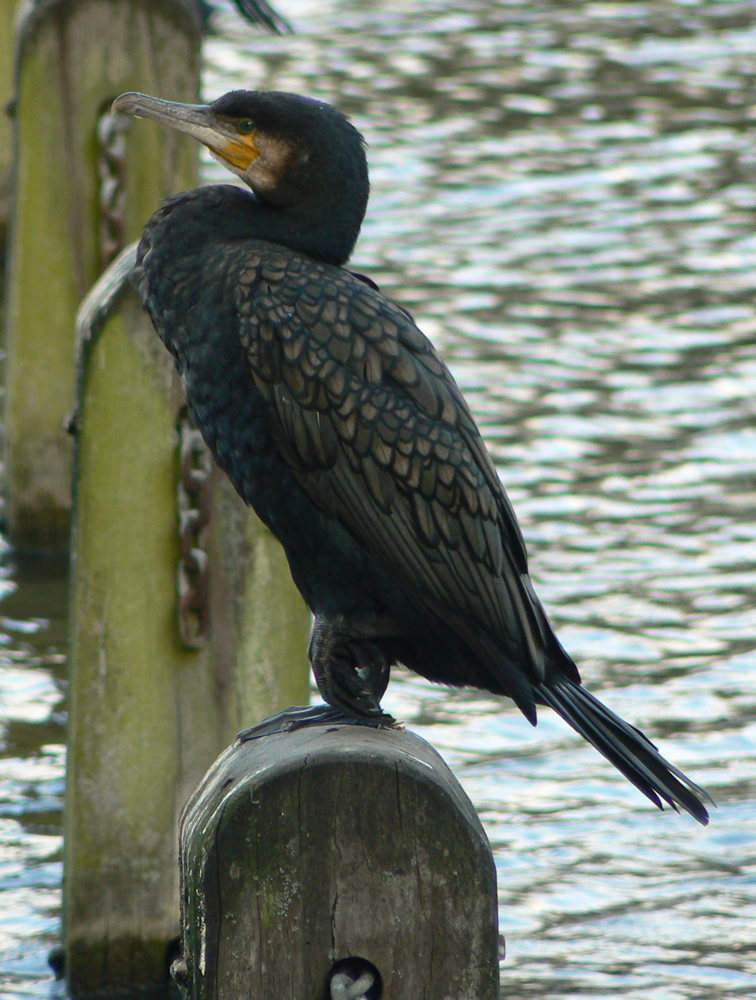
Баклан великий

- Баклан африканський, Microcarbo africanus
- Баклан великий, Phalacrocorax carbo

## Пеліканоподібні(Pelecaniformes)
Родина: Пеліканові (Pelecanidae)

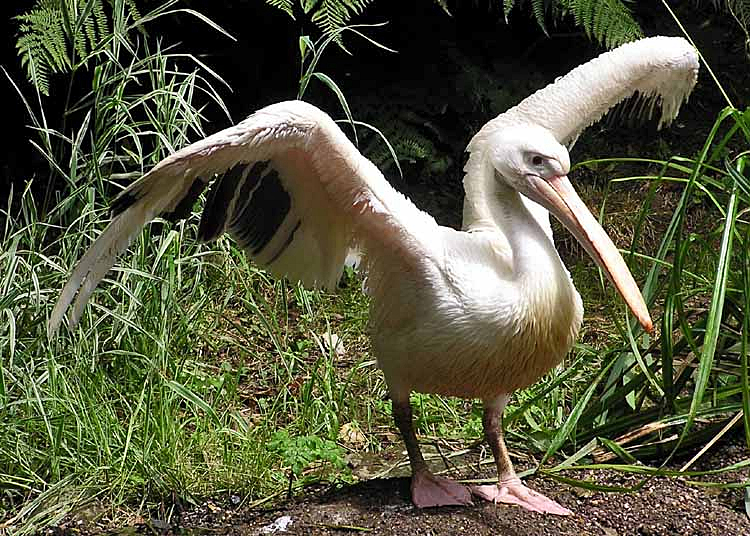
Пелікан рожевий

- Пелікан рожевий, Pelecanus onocrotalus
- Пелікан африканський, Pelecanus rufescens

Родина: Молотоголовові (Scopidae)
- Молотоголов, Scopus umbretta

Родина: Чаплеві (Ardeidae)

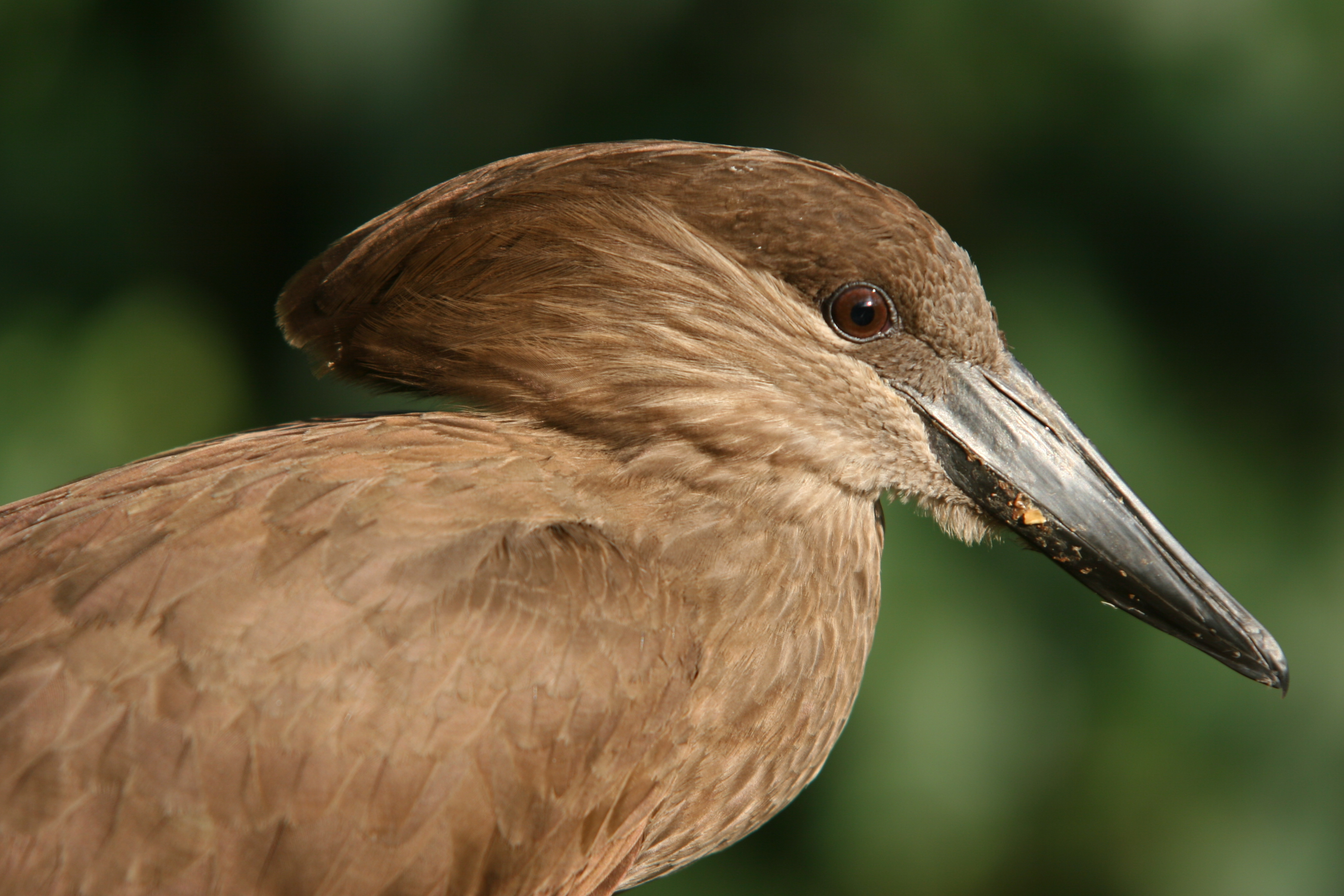
Молотоголов

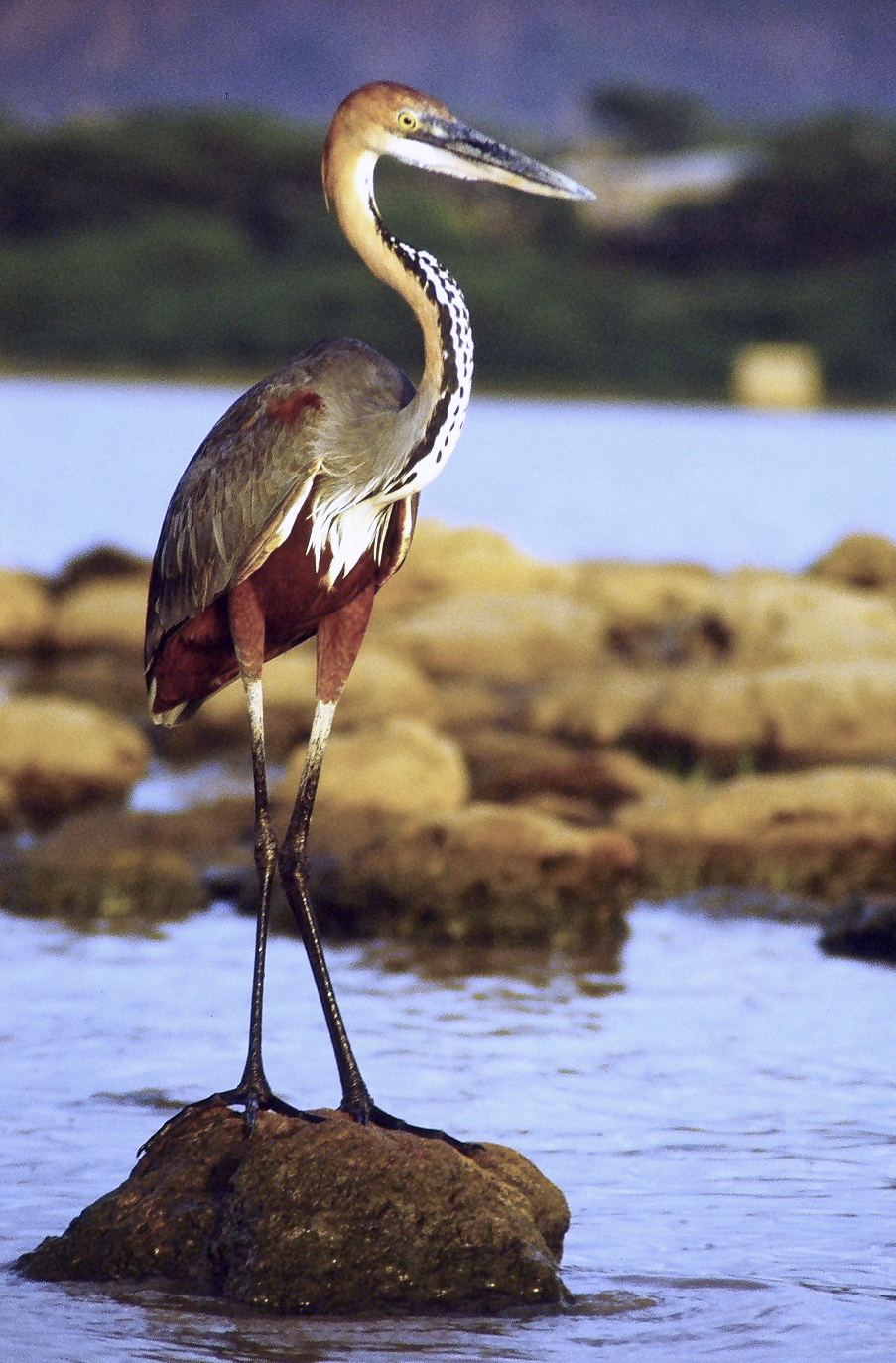
Чапля-велетень

- Бугай водяний, Botaurus stellaris (A)
- Бугайчик звичайний, Ixobrychus minutus
- Бугайчик африканський, Ixobrychus sturmii
- Чапля сіра, Ardea cinerea
- Чапля чорноголова, Ardea melanocephala
- Чапля-велетень, Ardea goliath
- Чапля руда, Ardea purpurea
- Чепура велика, Ardea alba
- Чепура середня, Ardea intermedia (B)
- Чепура мала, Egretta garzetta
- Чепура ботсванійська, Egretta vinaceigula (B)
- Чепура чорна, Egretta ardesiaca
- Чапля єгипетська, Bubulcus ibis
- Чапля жовта, Ardeola ralloides
- Чапля рудочерева, Ardeola rufiventris
- Чапля мангрова, Butorides striata
- Квак звичайний, Nycticorax nycticorax
- Квак білобокий, Gorsachius leuconotus (B)

Родина: Ібісові (Threskiornithidae)

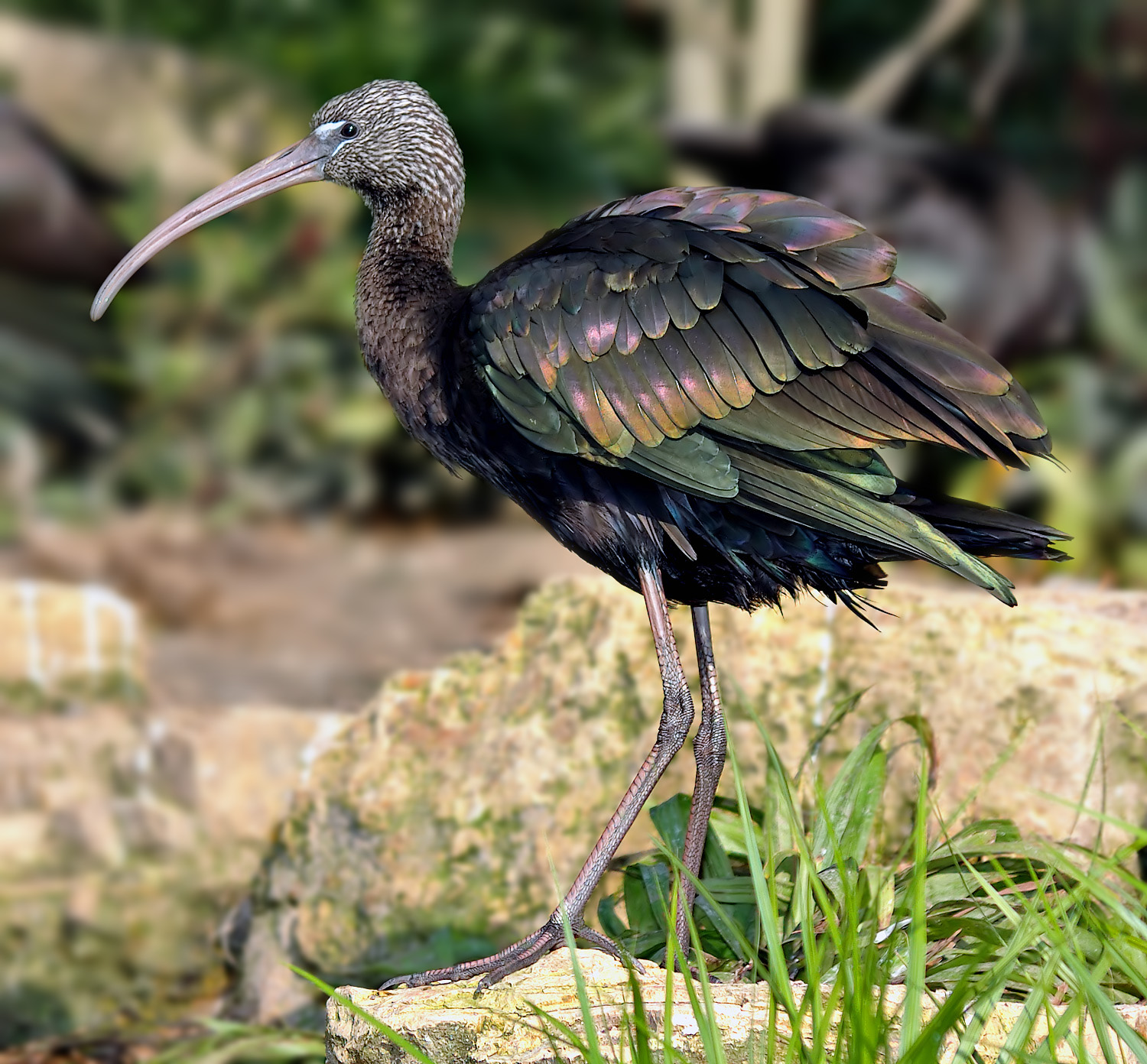
Коровайка бура

- Коровайка бура, Plegadis falcinellus
- Ібіс священний, Threskiornis aethiopicus
- Гагедаш, Bostrychia hagedash
- Косар африканський, Platalea alba

## Яструбоподібні(Accipitriformes)
Родина: Секретарові (Sagittariidae)
- Птах-секретар, Sagittarius serpentarius (B)

Родина: Скопові (Pandionidae)
- Скопа, Pandion haliaetus (B)

Родина: Яструбові (Accipitridae)

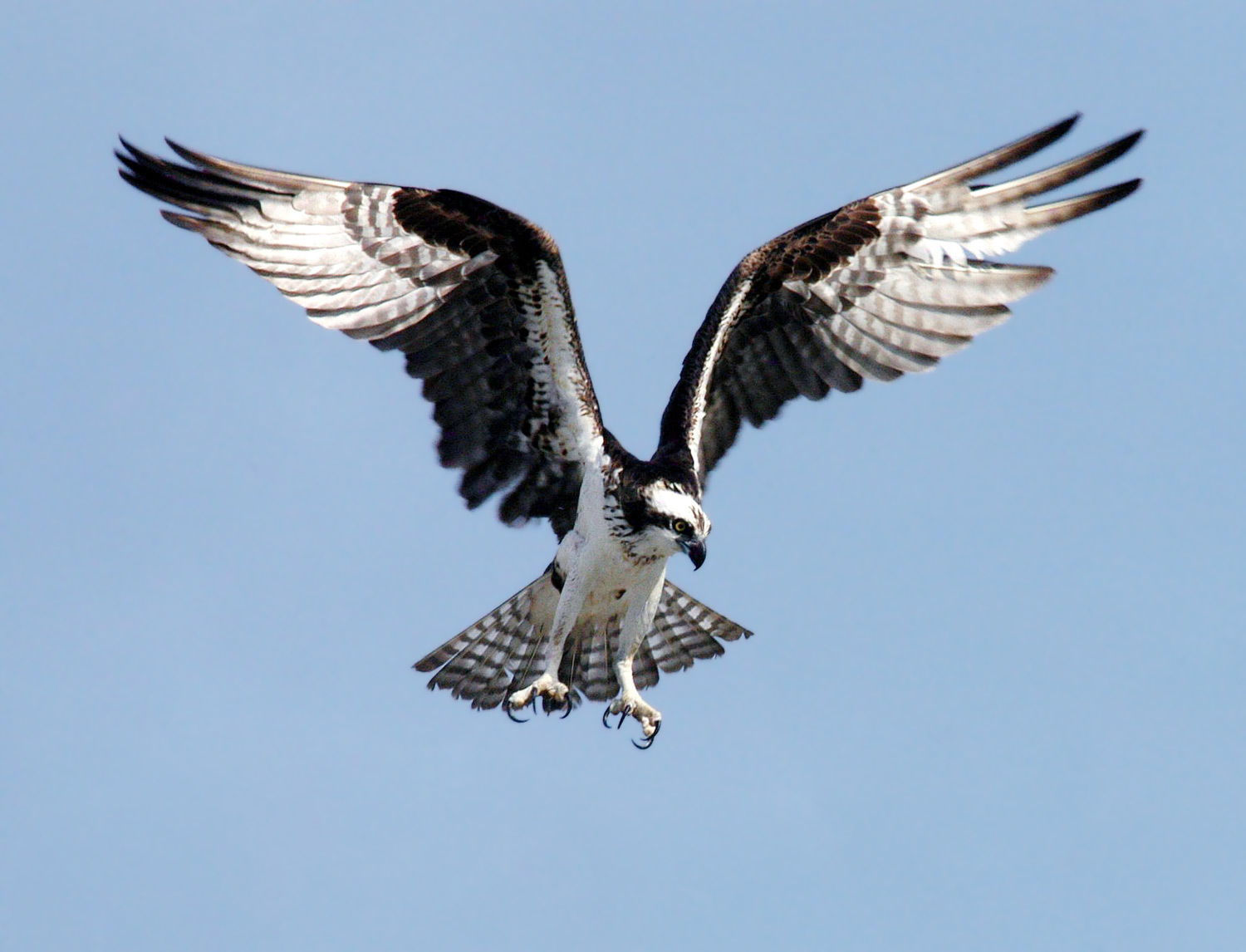
Скопа

- Шуліка чорноплечий, Elanus caeruleus
- Polyboroides typus(інші мови)
- Гриф пальмовий, Gypohierax angolensis (A)
- Стерв'ятник, Neophron percnopterus (A)
- Осоїд євразійський, Pernis apivorus (B)
- Шуляк африканський, Aviceda cuculoides (A)
- Гриф білоголовий, Trigonoceps occipitalis (B)
- Гриф африканський, Torgos tracheliotos (B)
- Стерв'ятник бурий, Necrosyrtes monachus (B)
- Gyps africanus(інші мови) (B)
- Gyps coprotheres(інші мови) (B)
- Terathopius ecaudatus(інші мови) (B)
- Circaetus pectoralis(інші мови)
- Circaetus cinereus(інші мови)
- Circaetus cinerascens(інші мови)
- Шуліка-широкорот, Macheiramphus alcinus (B)
- Орел вінценосний, Stephanoaetus coronatus (A)
- Орел-боєць, Polemaetus bellicosus (B)
- Орел довгочубий, Lophaetus occipitalis (B)
- Підорлик малий, Clanga pomarina (B)
- Орел білоголовий, Hieraaetus wahlbergi
- Орел-карлик, Hieraaetus pennatus (B)
- Hieraaetus ayresii(інші мови) (B)
- Орел рудий, Aquila rapax
- Орел степовий, Aquila nipalensis (B)
- Орел кафрський, Aquila verreauxii
- Aquila spilogaster(інші мови)
- Яструб-ящірколов, Kaupifalco monogrammicus (B)
- Яструб-крикун темний, Melierax metabates
- Яструб-крикун світлий, Melierax canorus
- Габар, Micronisus gabar
- Лунь очеретяний, Circus aeruginosus (B)
- Circus ranivorus(інші мови) (B)
- Circus maurus(інші мови) (A)
- Лунь степовий, Circus macrourus (B)
- Лунь лучний, Circus pygargus
- Яструб ангольський, Accipiter tachiro (A)
- Яструб туркестанський, Accipiter badius
- Яструб савановий, Accipiter minullus
- Яструб намібійський, Accipiter ovampensis
- Яструб чорний, Accipiter melanoleucus (B)
- Шуліка чорний, Milvus migrans
- Орлан-крикун, Haliaeetus vocifer
- Канюк звичайний, Buteo buteo
- Канюк степовий, Buteo rufinus (A)
- Buteo auguralis(інші мови) (A)
- Buteo augur(інші мови) (A)
- Buteo rufofuscus (B)

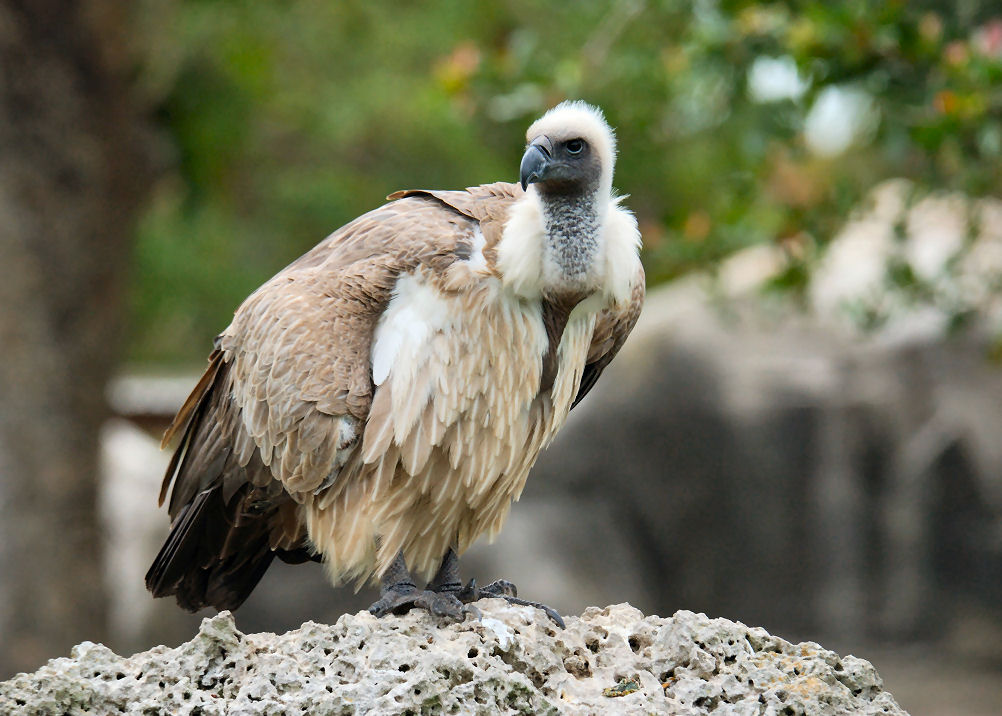
Сип африканський(інші мови)
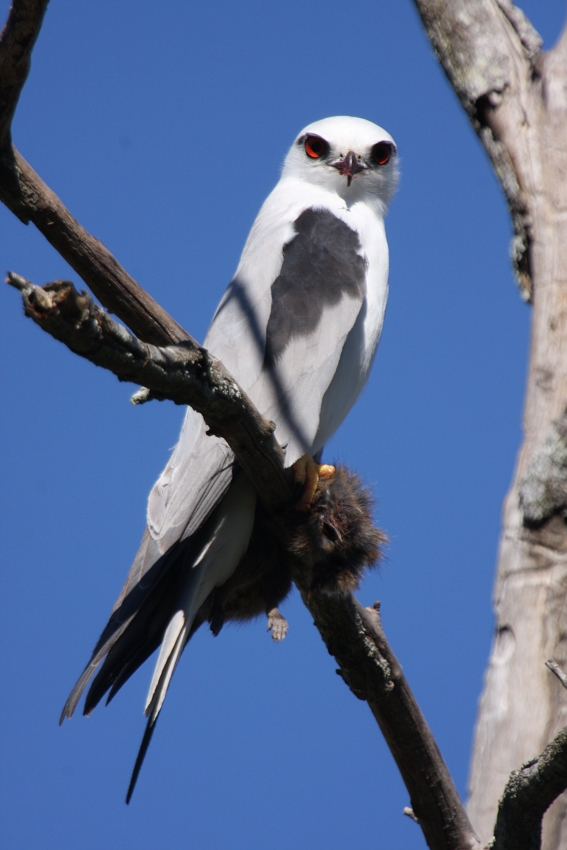
Шуліка чорноплечий
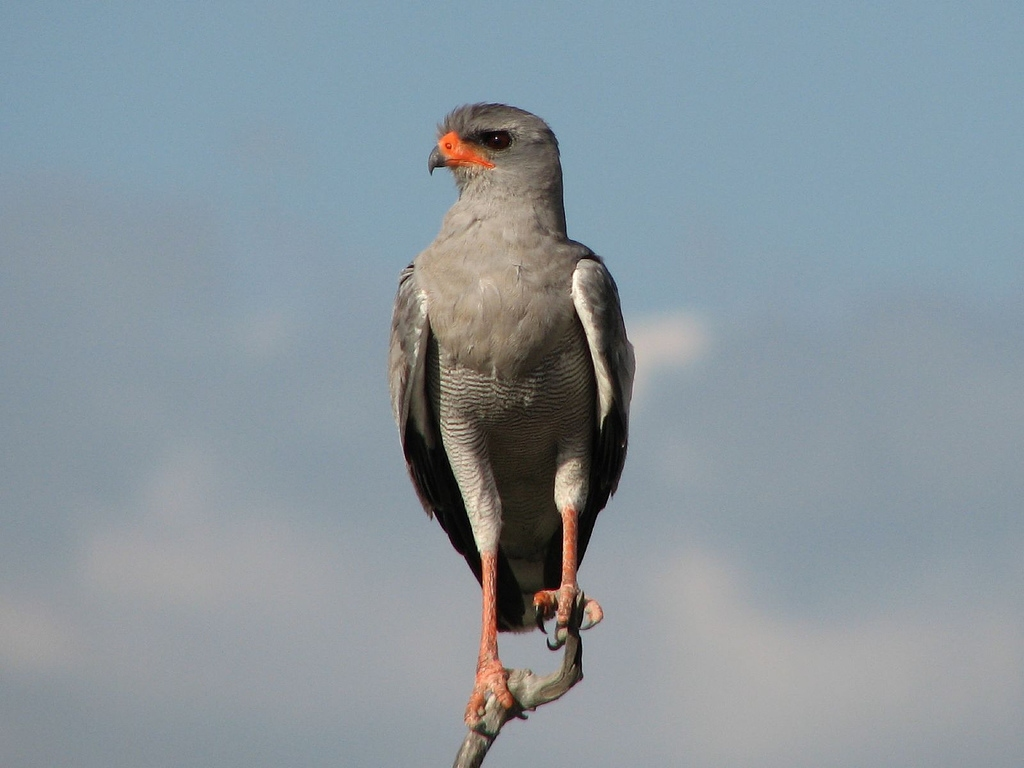
Яструб-крикун світлий
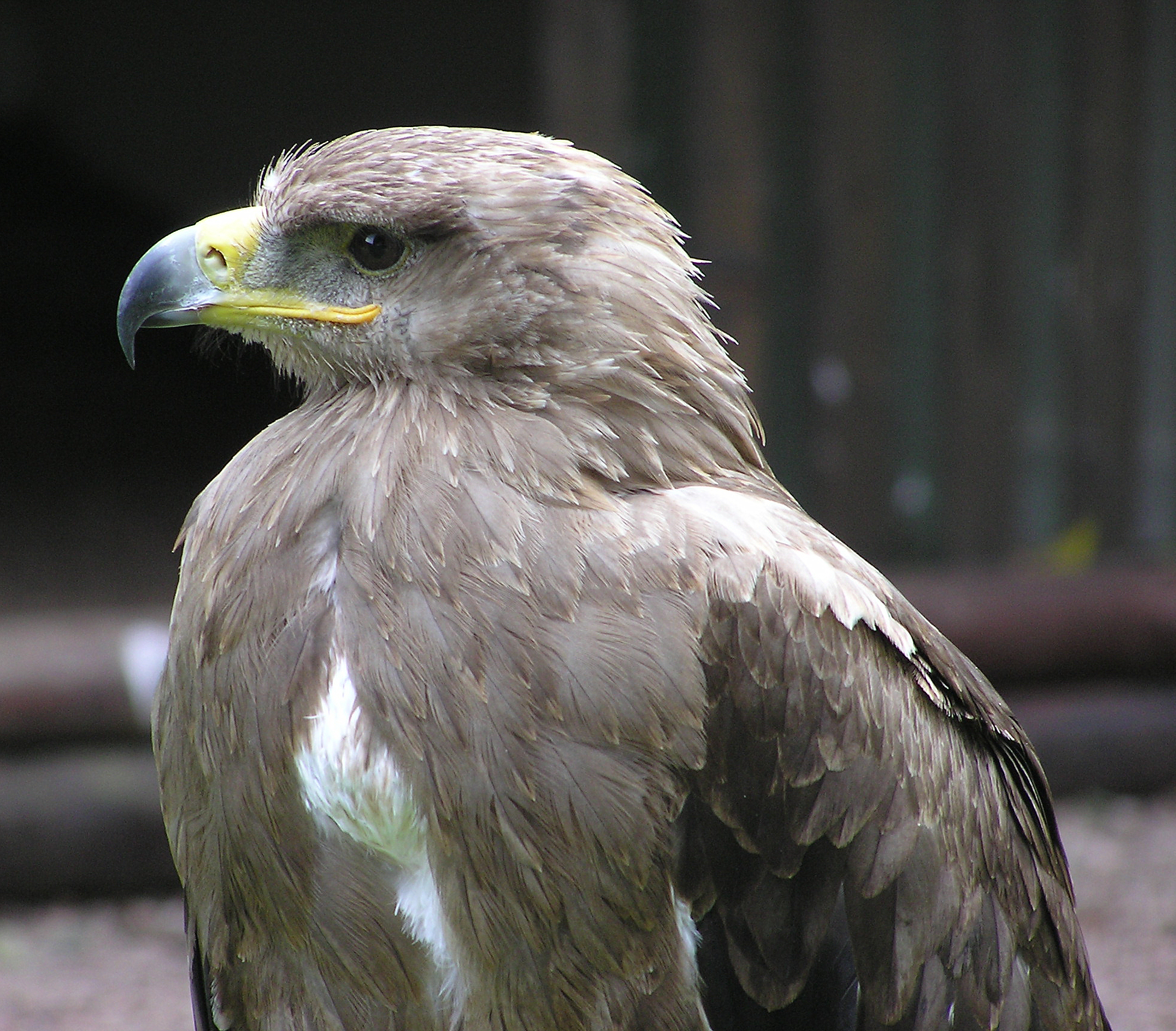
Орел рудий

## Совоподібні(Strigiformes)
Родина: Сипухові (Tytonidae)
- Сипуха африканська, Tyto capensis (A)
- Сипуха крапчаста, Tyto alba

Родина: Совові (Strigidae)

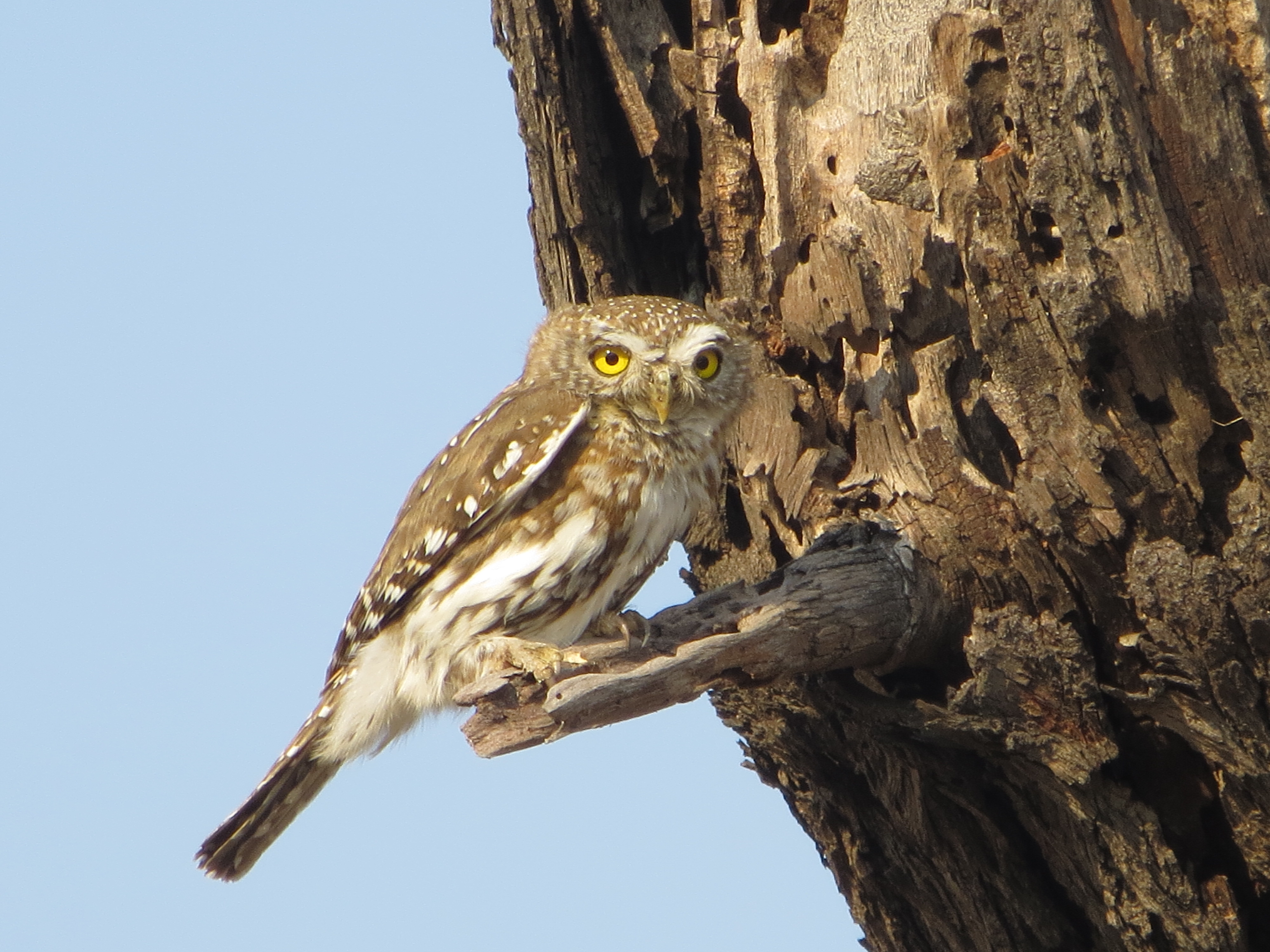
Сичик-горобець савановий

- Сплюшка африканська, Otus senegalensis
- Сплюшка південна, Ptilopsis granti
- Пугач африканський, Bubo africanus
- Пугач блідий, Bubo lacteus
- Сова-рибоїд смугаста, Scotopelia peli
- Сичик-горобець савановий, Glaucidium perlatum
- Сичик-горобець мозамбіцький, Glaucidium capense
- Сова-лісовик африканська, Strix woodfordii
- Сова африканська, Asio capensis

## Чепігоподібні(Coliiformes)
Родина: Чепігові (Coliidae)
- Чепіга бурокрила, Colius striatus
- Чепіга намібійська, Colius colius

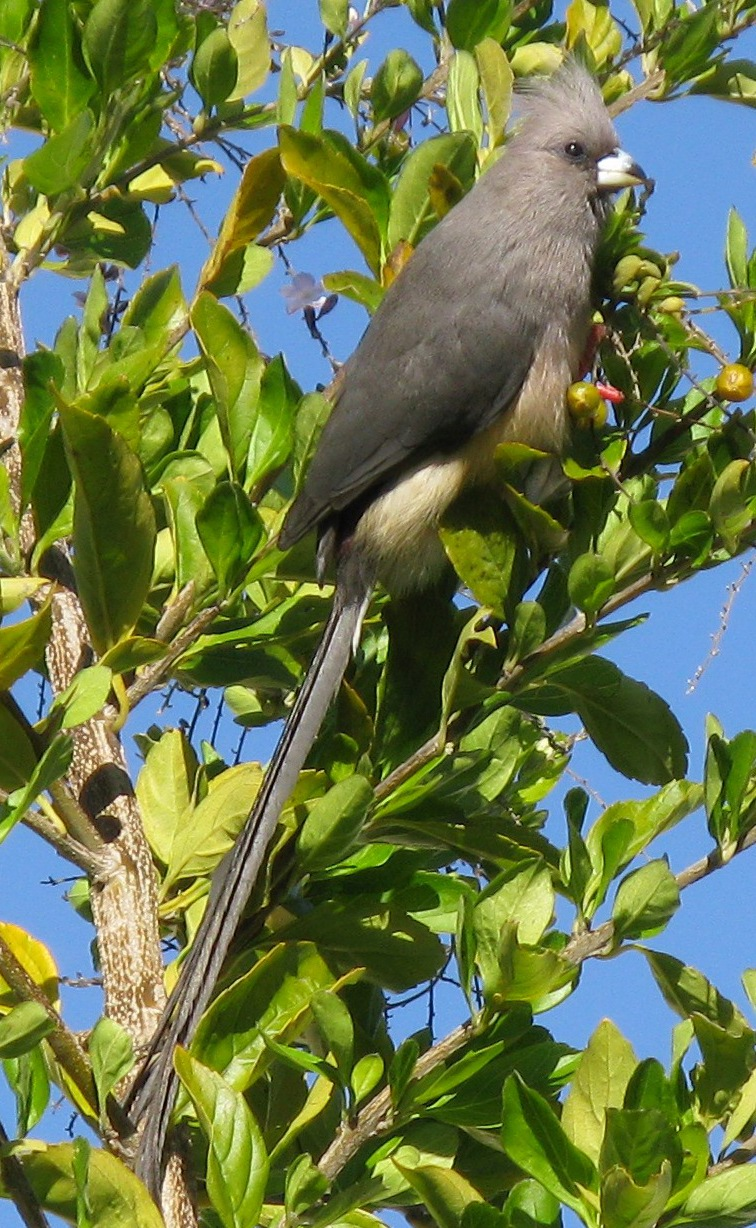
Чепіга намібійська

- Паяро вохристоволий, Urocolius indicus

## Трогоноподібні(Trogoniformes)
Родина: Трогонові (Trogonidae)
- Трогон зелений, Apaloderma narina (B)

## Bucerotiformes
Родина: Одудові (Upupidae)
- Одуд, Upupa epops

Родина: Слотнякові (Phoeniculidae)
- Слотняк пурпуровий, Phoeniculus purpureus
- Ірисор великий, Rhinopomastus cyanomelas

Родина: Кромкачні (Bucorvinae)
- Кромкач кафрський, Bucorvus leadbeateri (B)

Родина: Птахи-носороги (Bucerotidae)
- Токо бурий, Lophoceros alboterminatus (A)
- Токо скельний, Lophoceros bradfieldi
- Токо плямистодзьобий, Lophoceros nasutus
- Токо намібійський, Tockus leucomelas
- Токо південний, Tockus rufirostris
- Калао-трубач, Bycanistes bucinator

## Сиворакшоподібні(Coraciiformes)
Родина: Рибалочкові (Alcedinidae)
- Рибалочка кобальтовий, Alcedo semitorquata (A)
- Рибалочка діадемовий, Corythornis cristatus
- Рибалочка-крихітка синьоголовий, Ispidina picta (B)
- Альціон сіроголовий, Halcyon leucocephala (B)
- Альціон сенегальський, Halcyon senegalensis
- Альціон буроголовий, Halcyon albiventris
- Альціон малий, Halcyon chelicuti
- Рибалочка-чубань африканський, Megaceryle maximus
- Рибалочка строкатий, Ceryle rudis

Родина: Бджолоїдкові (Meropidae)
- Бджолоїдка білолоба, Merops bullockoides
- Бджолоїдка карликова, Merops pusillus
- Бджолоїдка вилохвоста, Merops hirundineus
- Бджолоїдка зелена, Merops persicus
- Бджолоїдка оливкова, Merops superciliosus (A)
- Бджолоїдка звичайна, Merops apiaster
- Merops nubicoides

Родина: Сиворакшові (Coraciidae)

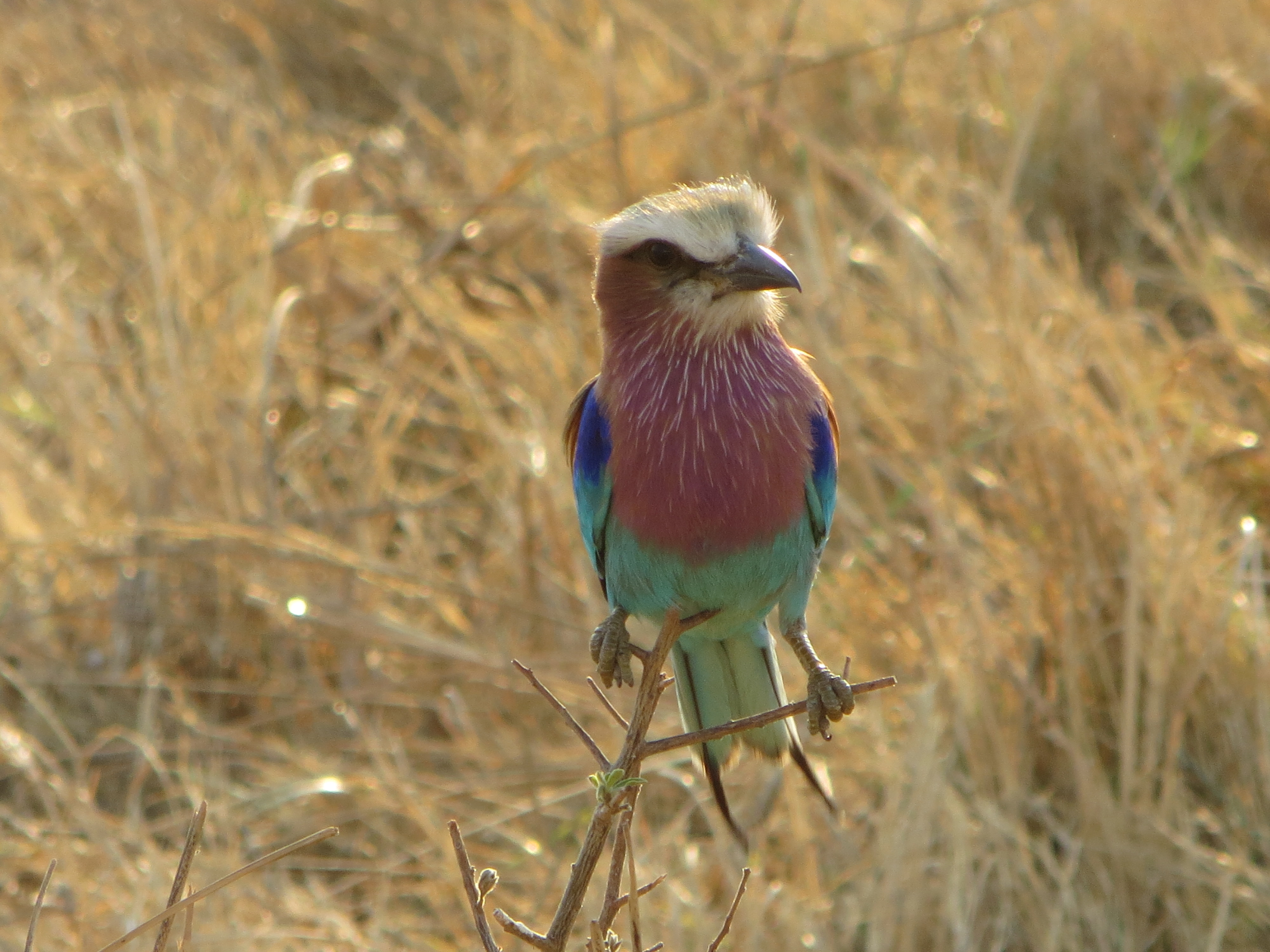
Сиворакша рожевовола

- Сиворакша євразійська, Coracias garrulus (B)
- Сиворакша рожевовола, Coracias caudata
- Сиворакша мозамбіцька, Coracias spatulata (B)
- Сиворакша білоброва, Coracias naevia
- Широкорот африканський, Eurystomus glaucurus

## Дятлоподібні(Piciformes)
Родина: Лібійні (Lybiidae)

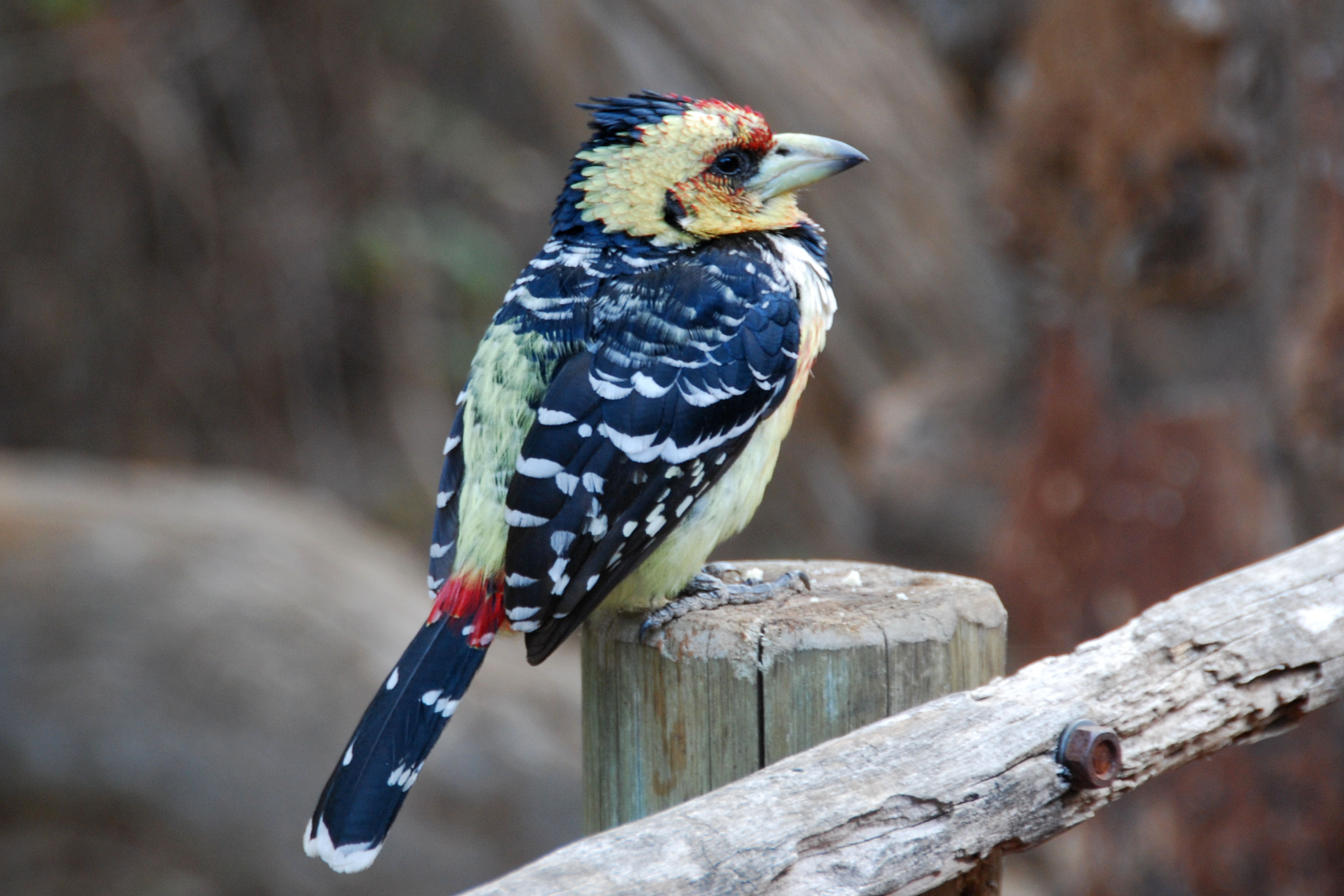
Барбудо чубатий

- Барбудо чубатий, Trachyphonus vaillantii
- Барбіон жовтолобий, Pogoniulus chrysoconus
- Лібія-зубодзьоб акацієва, Tricholaema leucomelas
- Лібія чорношия, Lybius torquatus

Родина: Воскоїдові (Indicatoridae)
- Ковтач сіроголовий, Prodotiscus zambesiae (A)
- Ковтач світлочеревий, Prodotiscus regulus (B)
- Воскоїд малий, Indicator minor
- Воскоїд великий, Indicator indicator

Родина: Дятлові (Picidae)
- Дятел сірощокий, Dendropicos fuscescens
- Дятел бородатий, Chloropicus namaquus
- Дятел оливковий, Dendropicos griseocephalus (A)
- Дятлик акацієвий, Campethera bennettii
- Дятлик золотохвостий, Campethera abingoni

## Соколоподібні(Falconiformes)
Родина: Соколові (Falconidae)

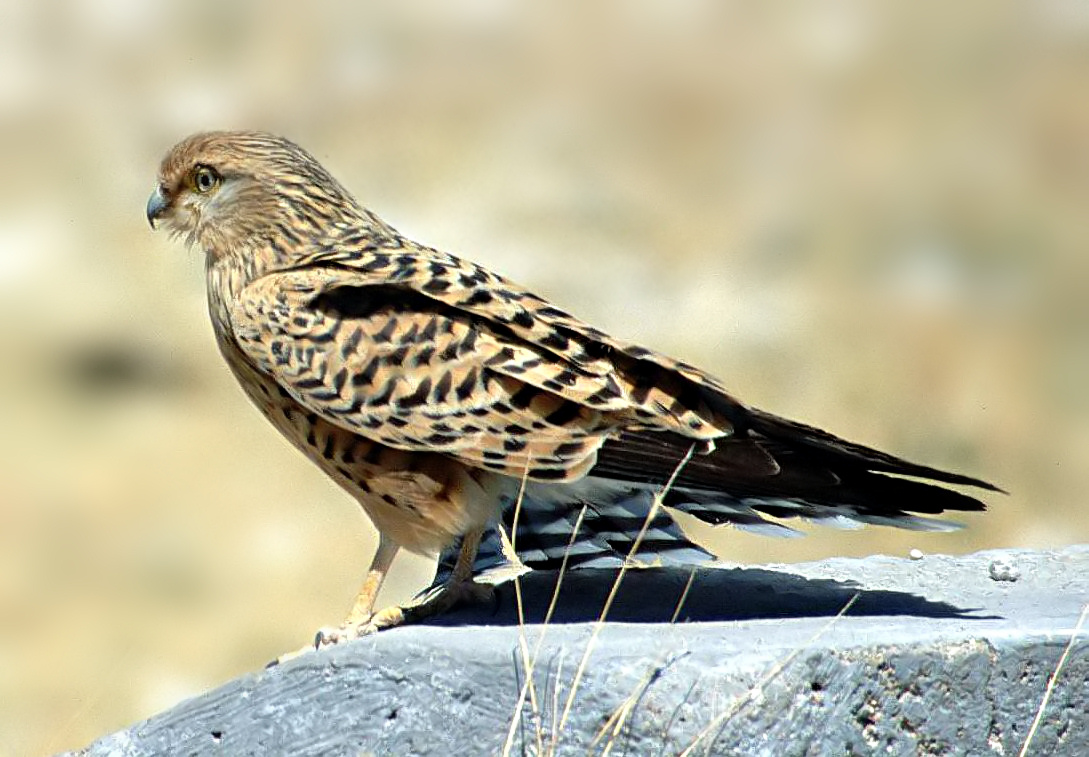
Боривітер великий

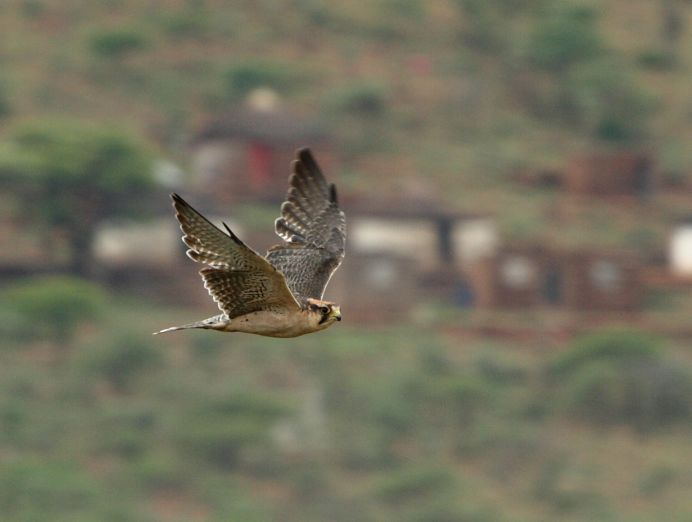
Ланер

- Сокіл-крихітка африканський, Polihierax semitorquatus
- Боривітер степовий, Falco naumanni (B)
- Боривітер савановий, Falco rupicolus
- Боривітер великий
- Боривітер білоголовий, Falco dickinsoni
- Турумті, Falco chicquera
- Кібчик червононогий, Falco vespertinus (B)
- Кібчик амурський, Falco amurensis (B)
- Підсоколик сірий, Falco concolor (A)
- Підсоколик великий, Falco subbuteo (B)
- Підсоколик африканський, Falco cuvierii (B)
- Ланер, Falco biarmicus
- Сапсан, Falco peregrinus (B)

## Папугоподібні(Psittaciformes)
Родина: Psittaculidae
- Нерозлучник рожевощокий, Agapornis roseicollis (A)

Родина: Папугові (Psittacidae)
- Poicephalus fuscicollis(інші мови) (A)
- Папуга-довгокрил жовтоплечий, Poicephalus meyeri

## Горобцеподібні(Passeriformes)
Родина: Смарагдорогодзьобові (Calyptomenidae)
- Широкодзьоб чорноголовий, Smithornis capensis (A)

Родина: Пітові (Pittidae)
- Піта ангольська, Pitta angolensis (A)

Родина: Личинкоїдові (Campephagidae)
- Шикачик білочеревий, Ceblepyris pectoralis
- Личинкоїд південний, Campephaga flava

Родина: Вивільгові (Oriolidae)
- Вивільга звичайна, Oriolus oriolus
- Вивільга золота, Oriolus auratus
- Вивільга південна, Oriolus larvatus

Родина: Прирітникові (Platysteiridae)
- Приріт рудокрилий, Batis capensis (A)
- Приріт білобокий, Batis molitor
- Приріт сіробокий, Batis pririt

Родина: Вангові (Vangidae)
- Багадаїс білочубий, Prionops plumatus
- Багадаїс червоновійчастий, Prionops retzii

Родина: Гладіаторові (Malaconotidae)
- Брубру, Nilaus afer
- Кубла строката, Dryoscopus cubla
- Чагра велика, Tchagra senegala

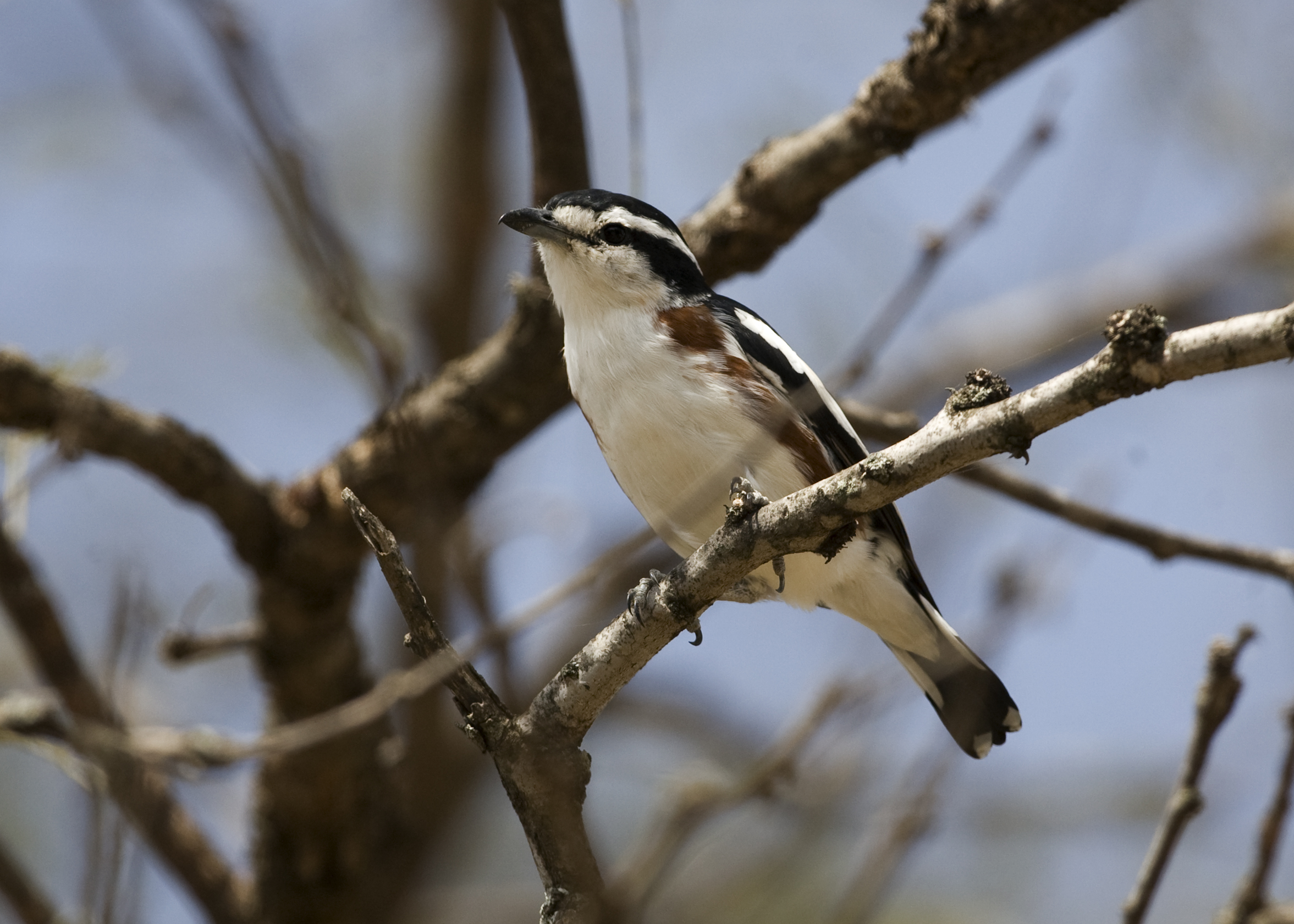
Брубру

- Чагра буроголова, Tchagra australis
- Гонолек тропічний, Laniarius major
- Гонолек двобарвний, Laniarius bicolor
- Гонолек південний, Laniarius ferrugineus
- Гонолек червоноволий, Laniarius atrococcineus
- Бокмакірі, Telophorus zeylonus (B)
- Вюргер золотистий, Telophorus sulfureopectus
- Гладіатор сіроголовий, Malaconotus blanchoti

Родина: Дронгові (Dicruridae)
- Дронго вилохвостий, Dicrurus adsimilis

Родина: Монархові (Monarchidae)

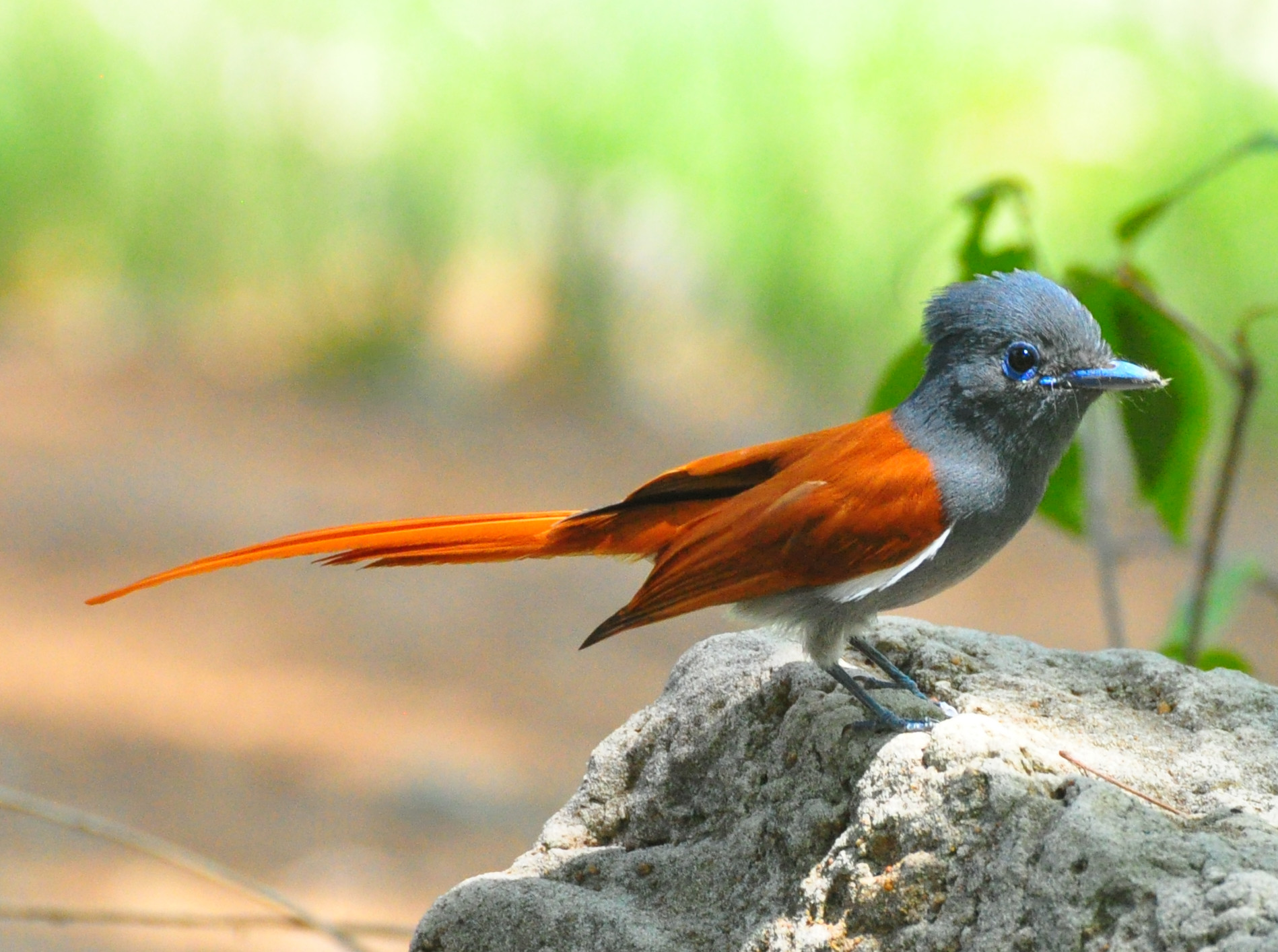
Монарх-довгохвіст африканський

- Монарх-довгохвіст африканський, Terpsiphone viridis

Родина: Сорокопудові (Laniidae)
- Сорокопуд терновий, Lanius collurio
- Сорокопуд чорнолобий, Lanius minor
- Сорокопуд чорноголовий, Lanius collaris
- Сорокопуд міомбовий, Lanius souzae (A)
- Сорокопуд строкатий, Lanius melanoleucus
- Сорокопуд-білоголов західний, Eurocephalus anguitimens

Родина: Воронові (Corvidae)
- Ворона капська, Corvus capensis
- Крук строкатий, Corvus albus
- Крук великодзьобий, Corvus albicollis (A)

Родина: Stenostiridae
- Чорноніжка, Stenostira scita (B)

Родина: Синицеві (Paridae)
- Синиця рудочерева, Melaniparus rufiventris (A)
- Синиця південна, Melaniparus niger
- Синиця сіра, Melaniparus cinerascens

Родина: Ремезові (Remizidae)
- Ремез сірий, Anthoscopus caroli
- Ремез південний, Anthoscopus minutus

Родина: Жайворонкові (Alaudidae)

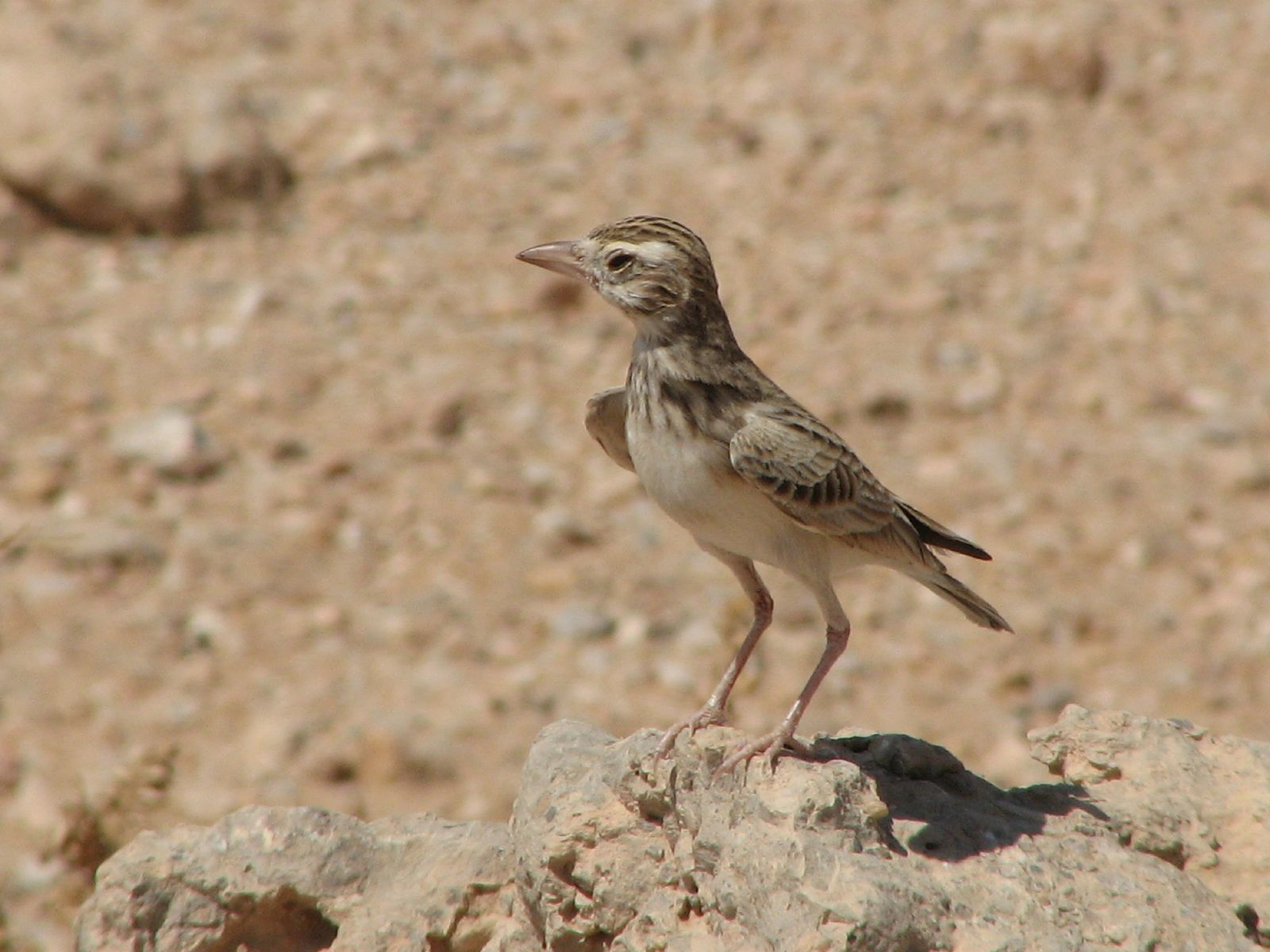
Терера бліда

- Жайворонок білощокий, Chersomanes albofasciata
- Жайворонок ботсванійський, Certhilauda chuana
- Фірлюк дроздовий, Pinarocorys nigricans
- Жервінчик чорний, Eremopterix australis (A)
- Жервінчик білощокий, Eremopterix leucotis
- Жервінчик білошиїй, Eremopterix verticalis
- Алондра смугастовола, Calendulauda sabota
- Алондра білочерева, Calendulauda africanoides
- Фірлюк мінливобарвний, Mirafra fasciolata
- Фірлюк африканський, Mirafra africana
- Фірлюк коричневий, Mirafra rufocinnamomea
- Фірлюк білогорлий, Mirafra passerina
- Фірлюк південний, Mirafra cheniana (A)
- Calandrella cinerea
- Терера бліда, Spizocorys starki (B)
- Терера рожеводзьоба, Spizocorys conirostris

Родина: Nicatoridae
- Нікатор східний, Nicator gularis (A)

Родина: Macrosphenidae
- Кромбек довгодзьобий, Sylvietta rufescens

Родина: Тамікові (Cisticolidae)

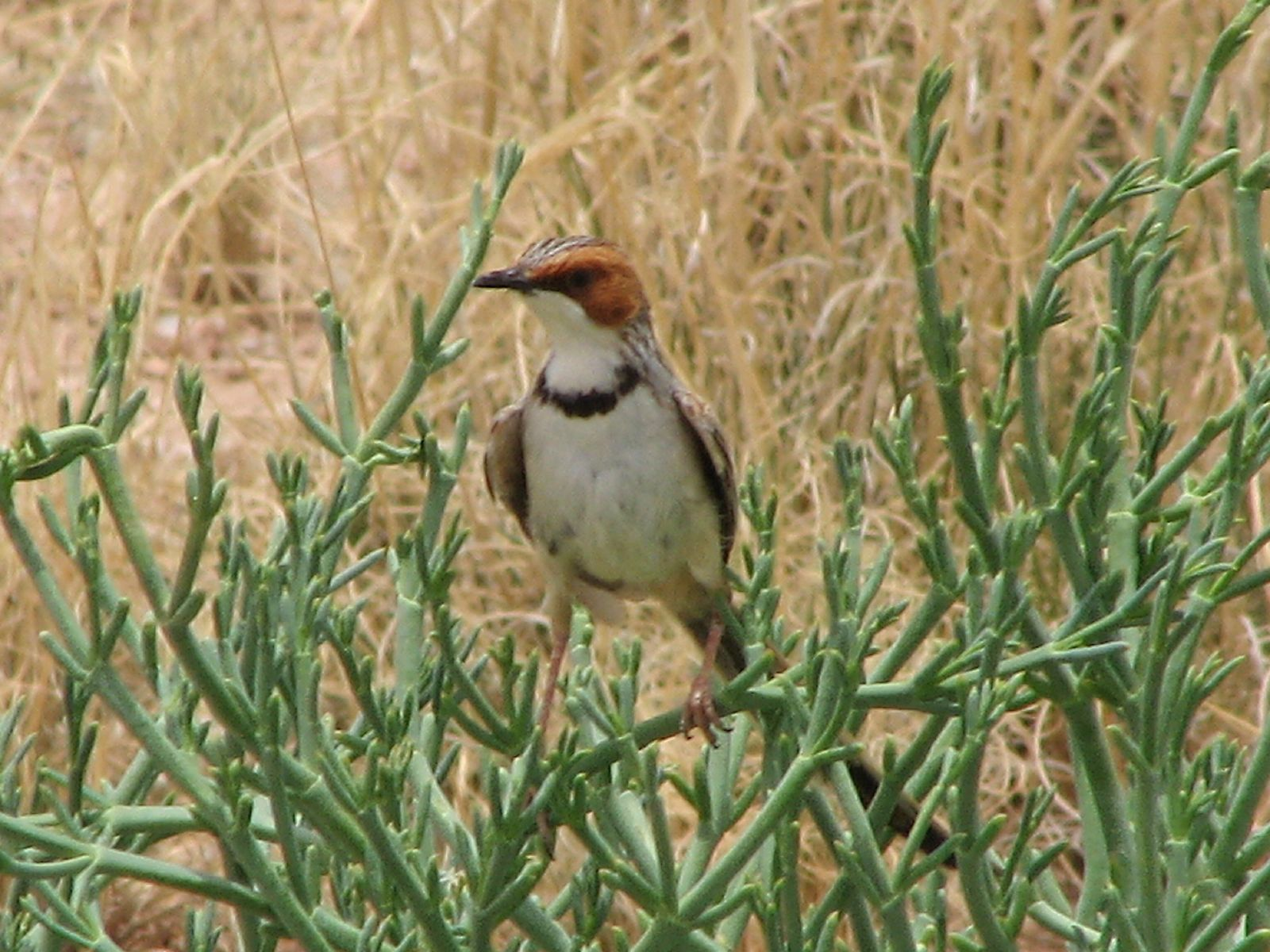
Принія рудощока

- Жовтобрюшка світлоброва, Eremomela icteropygialis
- Жовтобрюшка південна, Eremomela scotops
- Жовтобрюшка акацієва, Eremomela usticollis
- Зебринка акацієва, Calamonastes stierlingi
- Зебринка строката, Calamonastes fasciolatus
- Цвіркач сіробокий, Camaroptera brevicaudata
- Нікорник смуговолий, Apalis thoracica
- Нікорник жовтоволий, Apalis flavida
- Принія африканська, Prinia subflava
- Принія чорновола, Prinia flavicans
- Принія рудощока, Malcorus pectoralis
- Таміка рудощока, Cisticola erythrops
- Таміка бура, Cisticola aberrans
- Таміка іржастоголова, Cisticola chiniana
- Таміка рудохвоста, Cisticola rufilatus
- Таміка замбійська, Cisticola luapula
- Таміка криклива, Cisticola pipiens
- Таміка лучна, Cisticola tinniens (A)
- Таміка строката, Cisticola natalensis (A)
- Таміка писклива, Cisticola fulvicapilla
- Таміка віялохвоста, Cisticola juncidis
- Таміка пустельна, Cisticola aridulus
- Таміка куцохвоста, Cisticola textrix (A)
- Таміка болотяна, Cisticola cinnamomeus (A)

Родина: Очеретянкові (Acrocephalidae)
- Жовтовик темноголовий, Iduna natalensis (A)
- Берестянка оливкова, Hippolais olivetorum (B)
- Берестянка звичайна, Hippolais icterina
- Очеретянка лучна, Acrocephalus schoenobaenus
- Очеретянка чагарникова, Acrocephalus palustris
- Очеретянка ставкова, Acrocephalus scirpaceus (B)
- Очеретянка африканська, Acrocephalus baeticatus
- Очеретянка ірацька, Acrocephalus griseldis (A)
- Очеретянка світлоброва, Acrocephalus gracilirostris
- Очеретянка бура, Acrocephalus rufescens
- Очеретянка велика, Acrocephalus arundinaceus

Родина: Кобилочкові (Locustellidae)
- Куцокрил болотяний, Bradypterus baboecala
- Кобилочка річкова, Locustella fluviatilis (B)

Родина: Ластівкові (Hirundinidae)
- Ластівка мала, Riparia paludicola (B)
- Ластівка берегова, Riparia riparia
- Ластівка білоброва, Neophedina cincta
- Ластівка афро-азійська, Ptyonoprogne fuligula
- Ластівка сільська, Hirundo rustica
- Ластівка ангольська, Hirundo angolensis (A)
- Ластівка білогорла, Hirundo albigularis
- Ластівка ниткохвоста, Hirundo smithii
- Ластівка перлистовола, Hirundo dimidiata (B)
- Ластівка капська, Cecropis cucullata
- Ластівка абісинська, Cecropis abyssinica
- Ластівка рудочерева, Cecropis semirufa
- Ластівка сенегальська, Cecropis senegalensis (B)
- Ясківка південна, Petrochelidon spilodera (B)
- Ластівка міська, Delichon urbicum
- Жалібничка білоплеча, Psalidoprocne pristoptera (A)
- Ластівка сірогуза, Pseudhirundo griseopyga

Родина: Бюльбюлеві (Pycnonotidae)
- Жовточеревець натальський, Chlorocichla flaviventris
- Торо південний, Phyllastrephus terrestris
- Бюльбюль темноголовий, Pycnonotus barbatus
- Бюльбюль червоноокий, Pycnonotus nigricans

Родина: Вівчарикові (Phylloscopidae)
- Вівчарик весняний, Phylloscopus trochilus

Родина: Кропив'янкові (Sylviidae)
- Кропив'янка садова, Sylvia borin (B)
- Кропив'янка рудогуза, Curruca subcoerulea
- Кропив'янка сіра, Sylvia communis

Родина: Окулярникові (Zosteropidae)
- Окулярник лимонний, Zosterops anderssoni
- Окулярник блідий, Zosterops pallidus (A)
- Окулярник капський, Zosterops virens

Родина: Leiothrichidae
- Кратеропа ангольська, Turdoides hartlaubii
- Кратеропа чорновуздечкова, Turdoides melanops
- Кратеропа намібійська, Turdoides bicolor
- Кратеропа бура, Turdoides jardineii

Родина: Підкоришникові (Certhiidae)
- Гримперія африканська, Salpornis salvadori (A)

Родина: Ґедзеїдові (Buphagidae)
- Ґедзеїд червонодзьобий, Buphagus erythrorynchus
- Ґедзеїд жовтодзьобий, Buphagus africanus

Родина: Шпакові (Sturnidae)

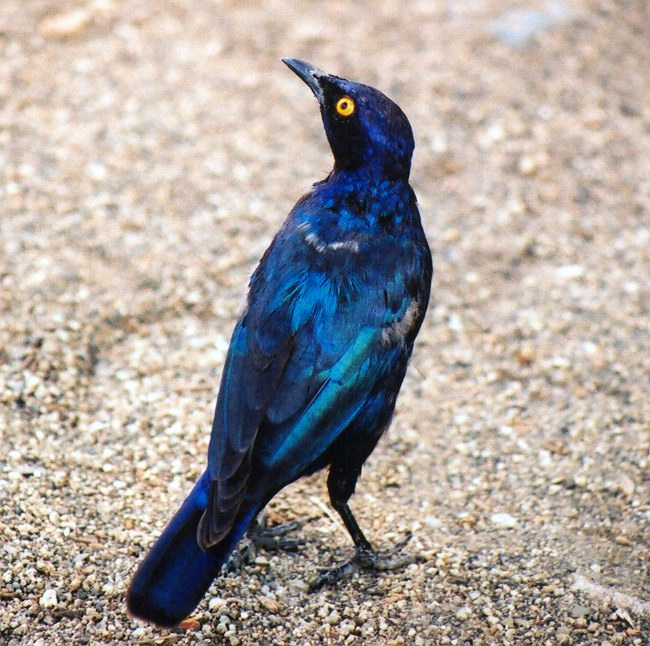
Мерл капський

- Майна індійська, Acridotheres tristis (I)
- Шпак жовтоголовий, Creatophora cinerea
- Шпак рожевий, Pastor roseus (A)
- Шпак-куцохвіст аметистовий, Cinnyricinclus leucogaster
- Моріо білокрилий, Onychognathus nabouroup (A)
- Моріо рудокрилий, Onychognathus morio
- Мерл великий, Lamprotornis australis
- Мерл темний, Lamprotornis mevesii
- Мерл міомбовий, Lamprotornis elisabeth (A)
- Мерл гострохвостий, Lamprotornis acuticaudus (B)
- Мерл зелений, Lamprotornis chalybaeus
- Мерл капський, Lamprotornis nitens

Родина: Дроздові (Turdidae)
- Дрізд-землекоп, Turdus litsitsirupa
- Дрізд червонодзьобий, Turdus libonyana
- Дрізд бурський, Turdus smithi
- Гранітник, Pinarornis plumosus

Родина: Мухоловкові (Muscicapidae)
- Мухоловка сіра, Muscicapa striata

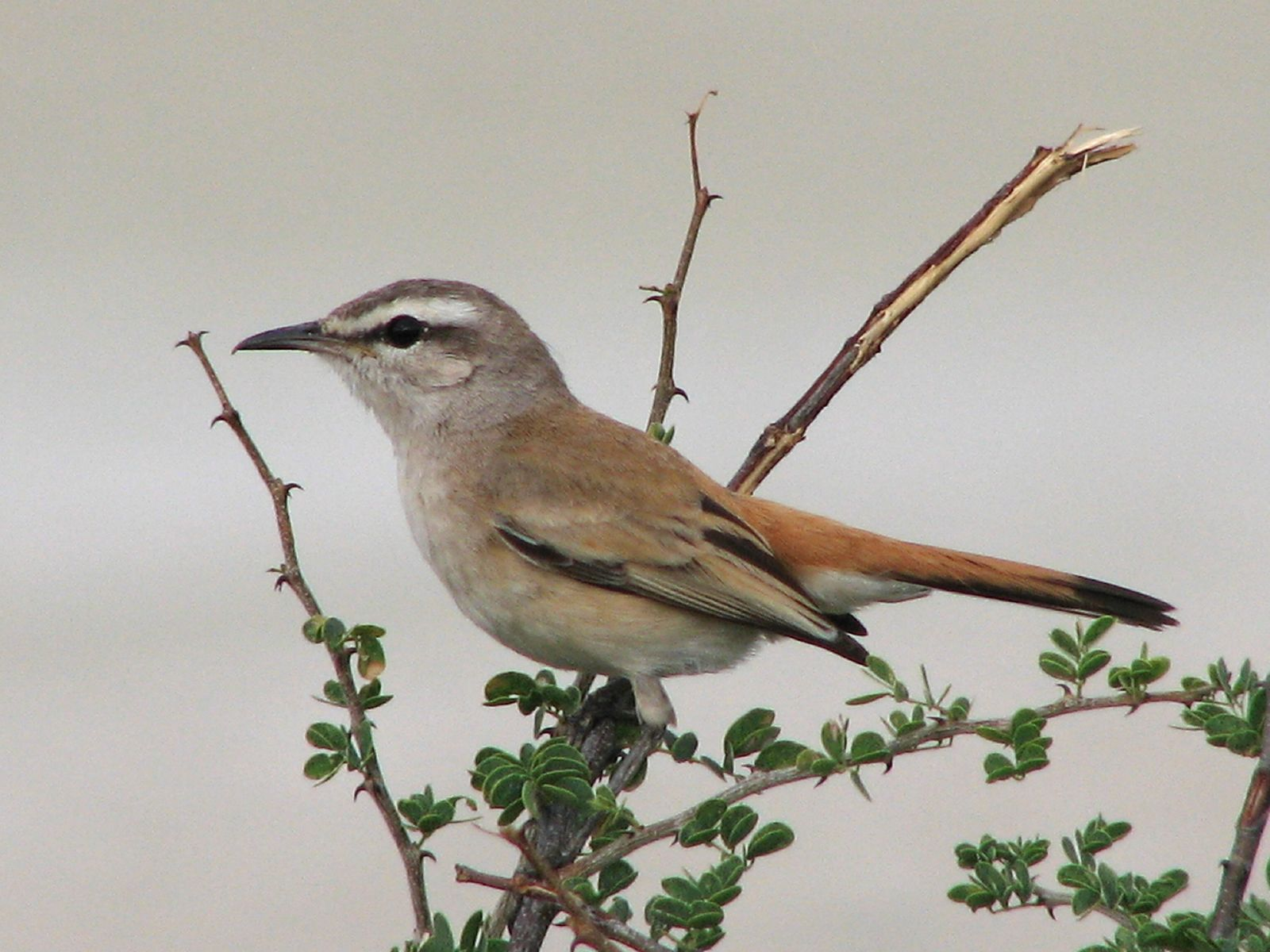
Альзакола пустельна

- Мухоловка попеляста, Muscicapa caerulescens
- Мухарка білочерева, Melaenornis mariquensis
- Мухарка бліда, Melaenornis pallidus
- Мухарка бура, Melaenornis infuscatus
- Мухоловка сива, Myioparus plumbeus
- Мухарка строката, Melaenornis silens
- Мухарка південна, Melaenornis pammelaina
- Альзакола білогорла, Cercotrichas quadrivirgata (B)
- Альзакола пустельна, Cercotrichas paena
- Альзакола білоброва, Cercotrichas leucophrys
- Золотокіс садовий, Cossypha caffra (A)
- Золотокіс білогорлий, Cossypha humeralis
- Золотокіс білобровий, Cossypha heuglini
- Золотокіс рудоголовий, Cossypha natalensis (A)
- Тирч вохристоволий, Cichladusa arquata (A)
- Соловейко східний, Luscinia luscinia (B)
- Скеляр короткопалий, Monticola brevipes
- Скеляр ангольський, Monticola angolensis (A)
- Трав'янка лучна, Saxicola rubetra (A)
- Saxicola torquatus
- Трактрак рудогузий, Emarginata sinuata (A)
- Камінчак рудочеревий, Thamnolaea cinnamomeiventris
- Смолярик південний, Myrmecocichla formicivora
- Смолярик білокрилий, Myrmecocichla monticola (A)
- Смолярик білоголовий, Myrmecocichla arnotti
- Кам'янка чорнолоба, Oenanthe pileata
- Кам'янка попеляста, Oenanthe isabellina (A)
- Кам'янка лиса, Oenanthe pleschanka (A)
- Oenanthe familiaris(інші мови)

Родина: Нектаркові (Nectariniidae)

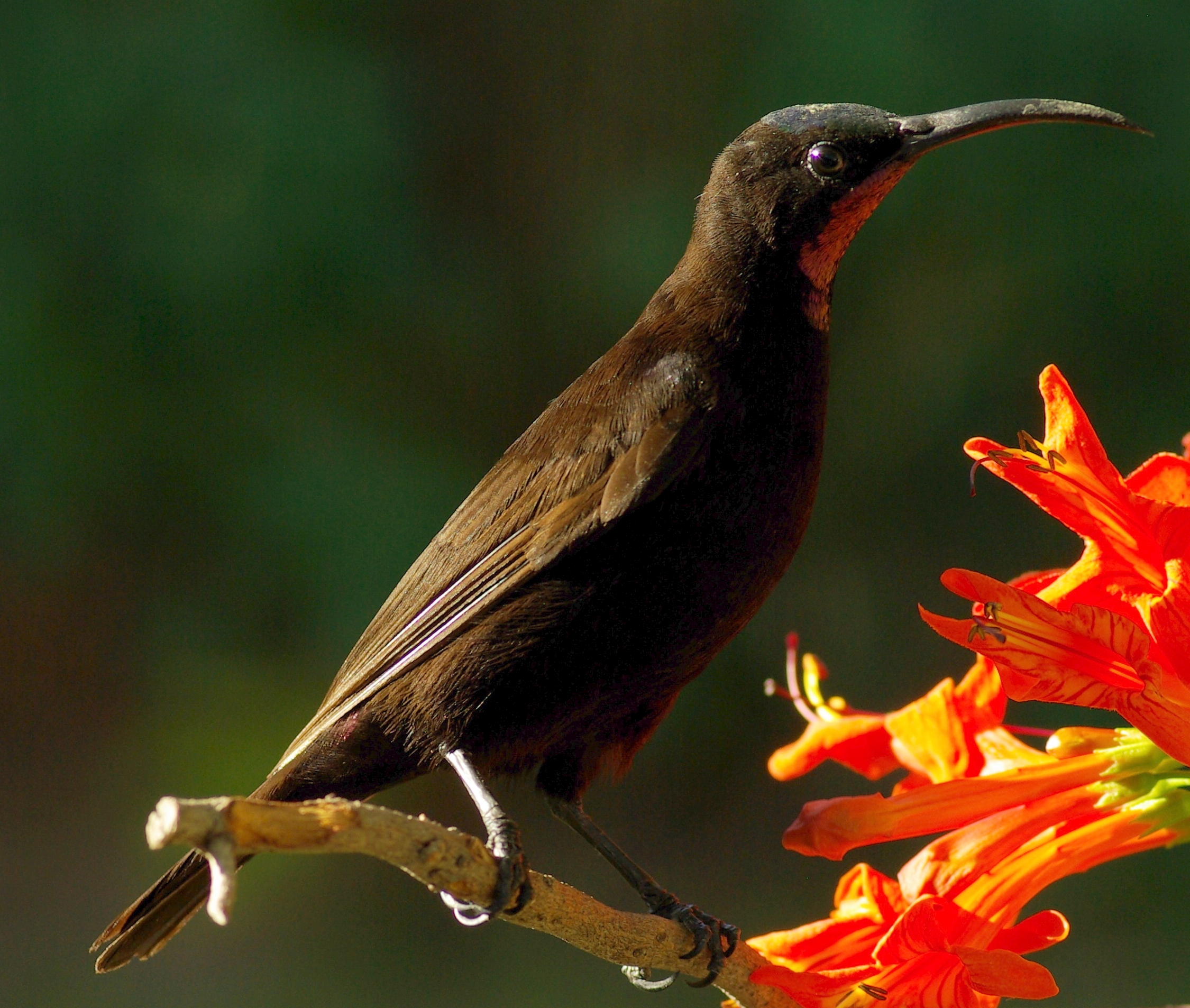
Нектарець аметистовий

- Саїманга зеленовола, Hedydipna collaris
- Нектарець аметистовий, Chalcomitra amethystina
- Нектарець червоноволий, Chalcomitra senegalensis
- Маріка чорнокрила, Cinnyris mariquensis
- Маріка пурпуровосмуга, Cinnyris bifasciatus (B)
- Маріка білочерева, Cinnyris talatala
- Маріка брунатна, Cinnyris fuscus (B)
- Маріка міднобарвна, Cinnyris cupreus (A)

Родина: Ткачикові (Ploceidae)
- Алекто червонодзьобий, Bubalornis niger
- Магалі-вусань південний, Sporopipes squamifrons
- Магалі білобровий, Plocepasser mahali
- Магалі-снувальник, Philetairus socius
- Малімб червоноголовий, Anaplectes rubriceps
- Ткачик чорногорлий, Ploceus ocularis
- Ткачик шафрановий, Ploceus xanthops
- Ткачик бурогорлий, Ploceus xanthopterus
- Ткачик савановий, Ploceus intermedius
- Ткачик чорнолобий, Ploceus velatus
- Ткачик великий, Ploceus cucullatus (B)
- Ткачик каштановий, Ploceus rubiginosus (B)
- Квелія червоноголова, Quelea erythrops (A)
- Квелія червонодзьоба, Quelea quelea
- Вайдаг вогнистий, Euplectes orix
- Вайдаг золотистий, Euplectes afer
- Вайдаг білокрилий, Euplectes albonotatus
- Вайдаг великий, Euplectes ardens (A)
- Вайдаг червоноплечий, Euplectes axillaris
- Вайдаг великохвостий, Euplectes progne
- Ткачик білолобий, Amblyospiza albifrons

Родина: Астрильдові (Estrildidae)

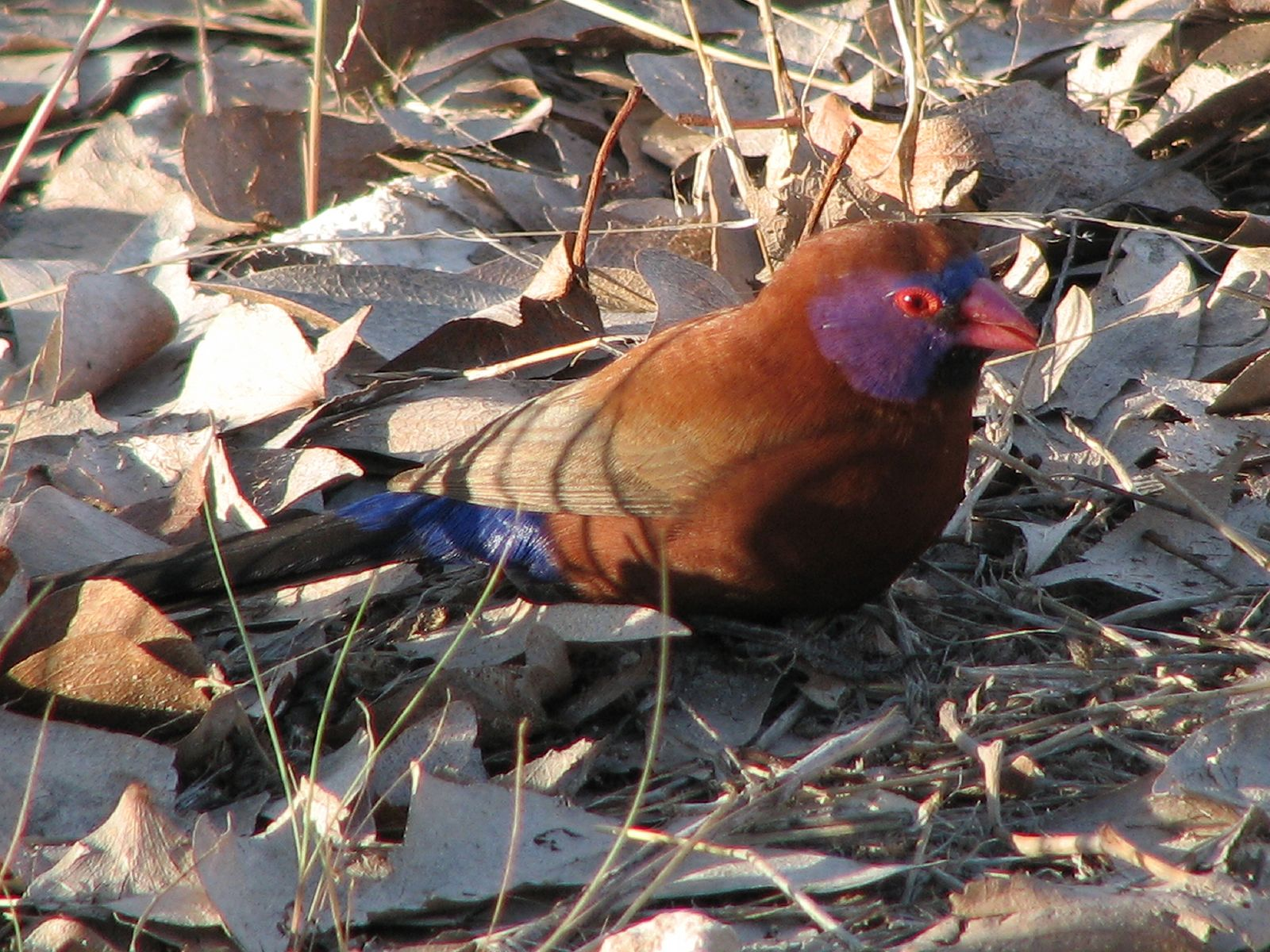
Астрильд гранатовий

- Астрильд смугастий, Estrilda astrild
- Астрильд чорнощокийBrunhilda erythronotos
- Астрильд-метелик савановий, Uraeginthus angolensis
- Астрильд гранатовий, Granatina granatina
- Мельба строката, Pytilia melba
- Мельба золотокрила, Pytilia afra (B)
- Амарант бурий, Lagonosticta nitidula
- Амарант червонодзьобий, Lagonosticta senegala
- Амарант рожевий, Lagonosticta rhodopareia
- Амадина червоногорла, Amadina fasciata
- Амадина червоноголова, Amadina erythrocephala
- Sporaeginthus subflavus (B)
- Ortygospiza fuscocrissa(інші мови)
- Луговик червонощокий, Paludipasser locustella (A)
- Сріблодзьоб чорноволий, Spermestes cucullata
- Сріблодзьоб великий, Spermestes fringilloides (A)

Родина: Вдовичкові (Viduidae)
- Вдовичка білочерева, Vidua macroura
- Вдовичка широкохвоста, Vidua obtusa (B)
- Вдовичка райська, Vidua paradisaea
- Вдовичка королівська, Vidua regia
- Вдовичка червононога, Vidua chalybeata
- Вдовичка пурпурова, Vidua purpurascens
- Зозульчак, Anomalospiza imberbis (B)

Родина: Горобцеві (Passeridae)
- Горобець хатній, Passer domesticus (I)
- Горобець великий, Passer motitensis
- Горобець чорноголовий, Passer melanurus
- Горобець сіроголовий, Passer griseus (A)
- Горобець блідий, Passer diffusus
- Горобець білобровий, Gymnoris superciliaris

Родина: Плискові (Motacillidae)
- Плиска жовта, Motacilla flava

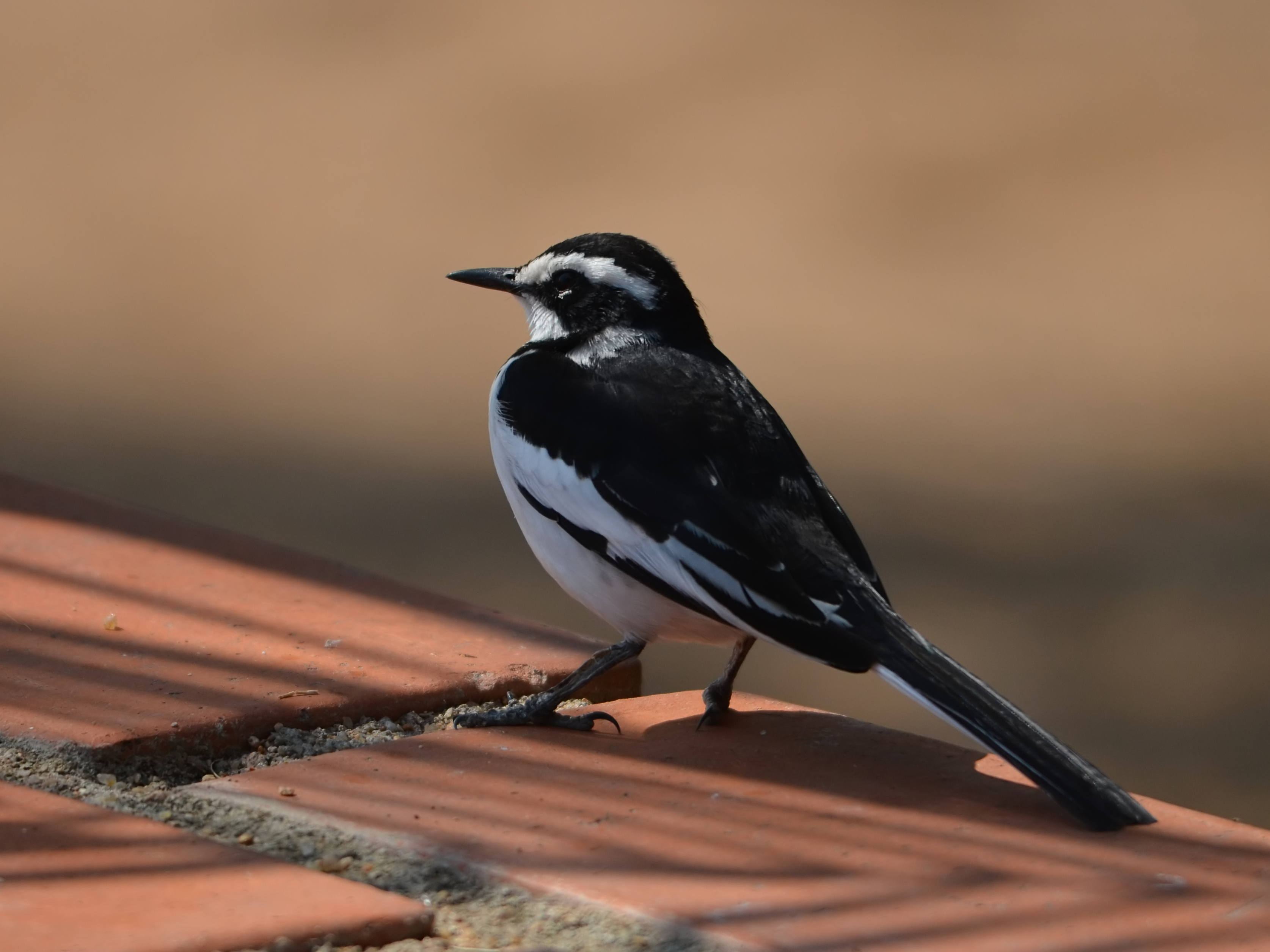
Плиска строката

- Плиска капська, Motacilla capensis
- Плиска гірська, Motacilla cinerea (A)
- Плиска ефіопська, Motacilla clara (A)
- Плиска строката, Motacilla aguimp
- Щеврик рудий, Anthus cinnamomeus
- Щеврик дракенберзький, Anthus hoeschi (A)
- Щеврик ангольський, Anthus nyassae (A)
- Щеврик світлоперий, Anthus nicholsoni (B)
- Щеврик-велет, Anthus leucophrys
- Щеврик блідий, Anthus vaalensis
- Щеврик смугастий, Anthus lineiventris (B)
- Щеврик лісовий, Anthus trivialis (A)
- Щеврик чагарниковий, Anthus caffer (B)
- Пікулик рудогорлий, Macronyx capensis (B)
- Пікулик червоногорлий, Macronyx ameliae

Родина: В'юркові (Fringillidae)

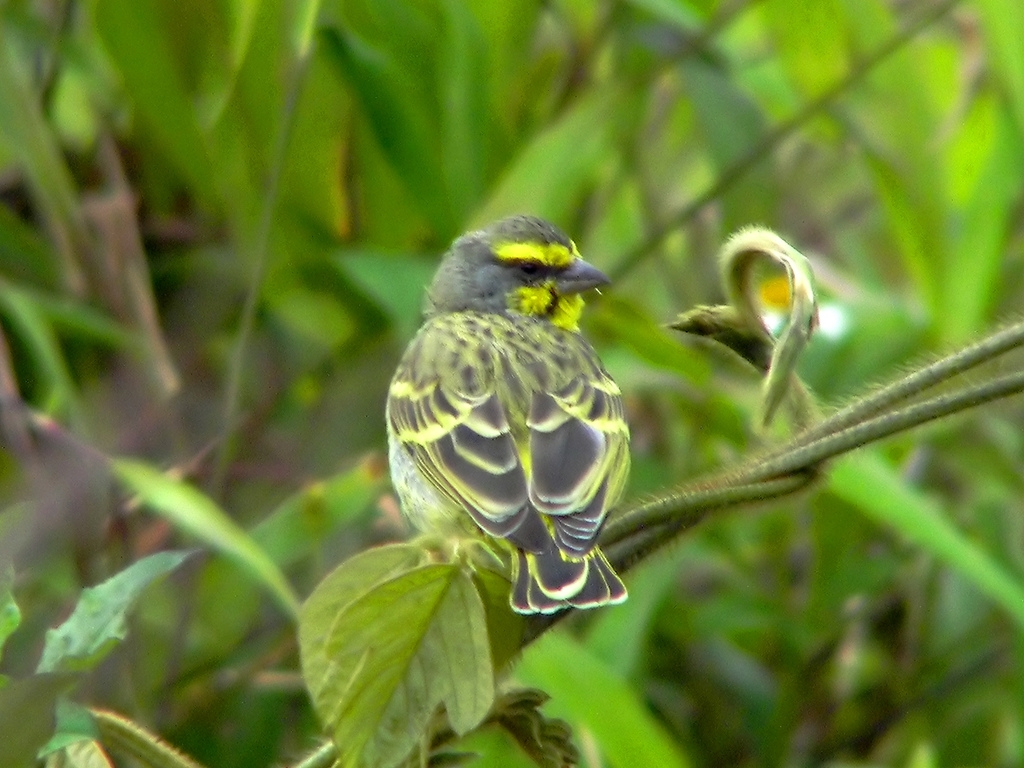
Щедрик жовтолобий

- Щедрик жовтолобий, Crithagra mozambica
- Щедрик чорногорлий, Crithagra atrogularis
- Щедрик жовточеревий, Crithagra flaviventris
- Щедрик білогорлий, Crithagra albogularis
- Щедрик чорнощокий, Crithagra mennelli (A)
- Щедрик строкатоголовий, Crithagra gularis (B)
- Serinus alario(інші мови) (A)

Родина: Вівсянкові (Emberizidae)
- Вівсянка жовточерева, Emberiza flaviventris
- Вівсянка капська, Emberiza capensis (A)
- Вівсянка бліда, Emberiza impetuani
- Вівсянка каштанова, Emberiza tahapisi